# Maximilian von Montgelas

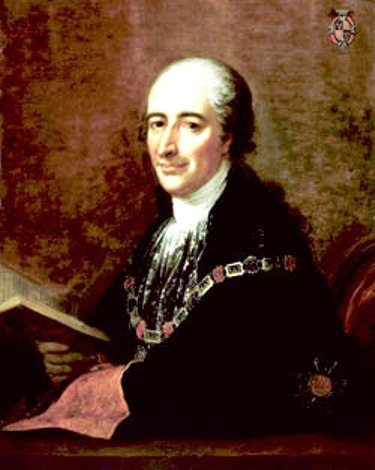
Maximilian Joseph von Montgelas in der Tracht des Hubertus-Ordens (Gemälde von Joseph Hauber, München, 1806)

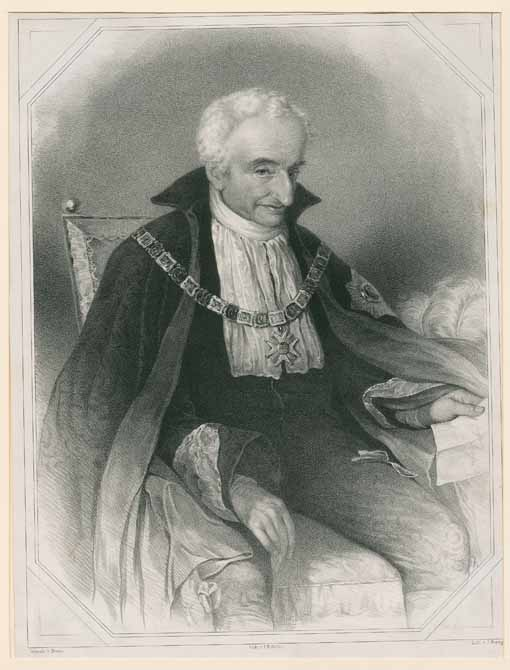
Maximilian Joseph Graf von Montgelas im Alter von 75 Jahren (Gemälde von Eduard von Heuss)

Maximilian Carl Joseph Franz de Paula Hieronymus Freiherr von Montgelas, ab 1809 Graf von Montgelas (* 12. September 1759 in München; † 14. Juni 1838 ebenda; Aussprache [mõʒəˈla], bairisch „montschelas“), war ein bayerischer Politiker und Staatsreformer des 19. Jahrhunderts. Er war von 1799 bis 1817 Minister des Äußern unter dem Kurfürsten und späteren König von Bayern Maximilian I.
Montgelas war ausgebildeter Jurist und Historiker. Der Schwerpunkt seiner Aktivitäten lag auf den Gebieten der Außen- und Innenpolitik, aber sein Betätigungsfeld umfasste bis auf das Militärwesen alle Bereiche der Politik. Beeinflusst von Aufklärung und Französischer Revolution und als erklärter bayerischer Patriot, konzipierte er zwischen 1777 und 1799 Pläne für eine weitreichende Modernisierung der Verwaltung und Politik Bayerns, die er als Minister großteils umsetzte.
Unter Montgelas’ Regierungsverantwortung in Bayern fallen die radikale Durchführung der Säkularisation, die Gleichstellung der christlichen Konfessionen, eine tiefgreifende Reform der öffentlichen Verwaltung, des öffentlichen Finanz- und Steuerwesens und der Rechtspflege, der zweimalige Bündniswechsel hin zu und weg von Napoleon Bonaparte und eine damit einhergehende beträchtliche Erweiterung des bayerischen Staatsgebiets, woraus der seither existierende Flächenstaat Bayern hervorging. Das „System Montgelas“ war durch einen starken Hang zum Zentralismus geprägt.
Abstriche machte der Aufklärer von seinen frühen Plänen bei der Gleichstellung aller Bürger, der Abschaffung der Privilegien des Adels, der Errichtung einer konstitutionellen Monarchie und bei der Einführung eines modernen Zivilrechts.

## Leben

### Kindheit

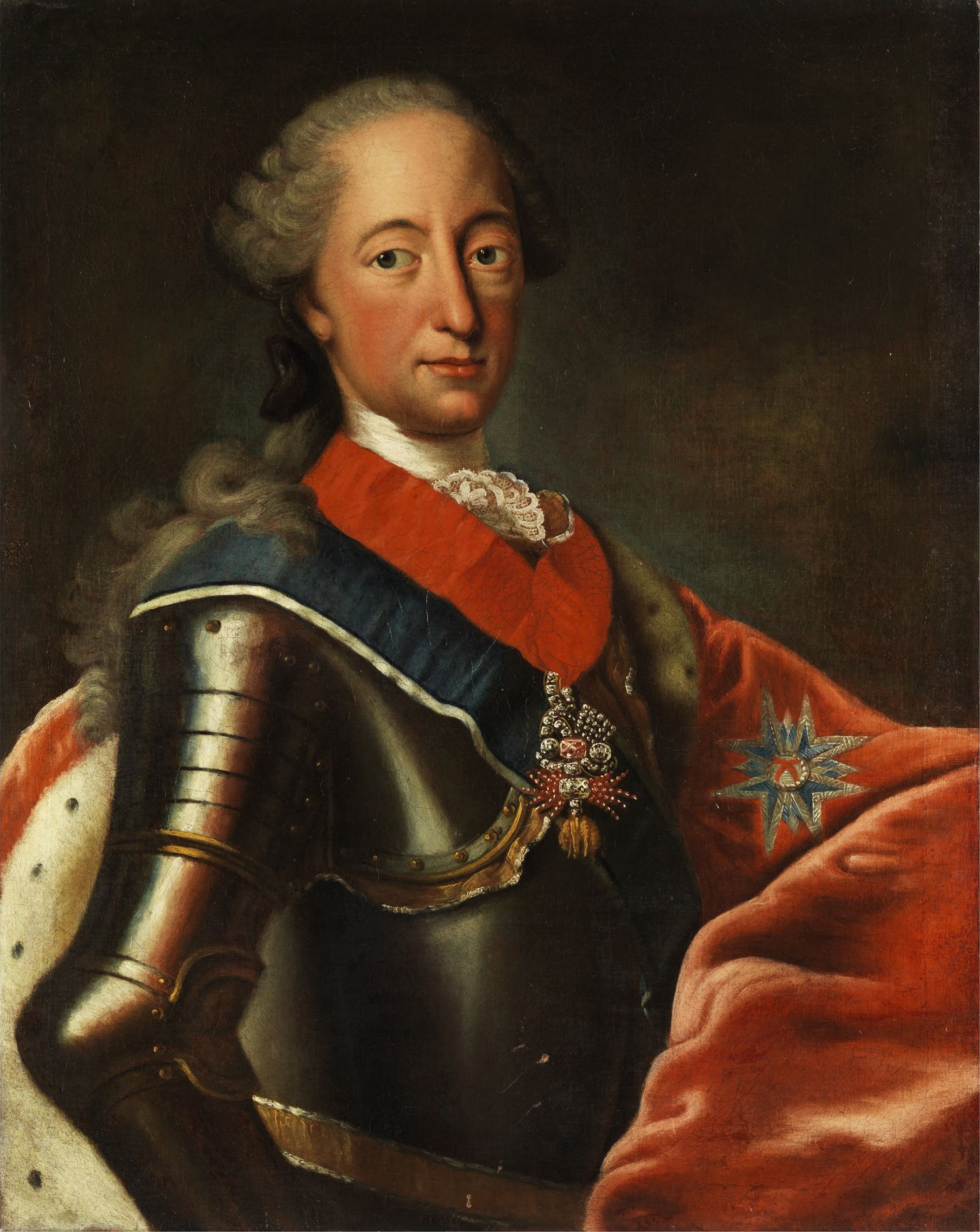
Maximilian III. Joseph (Gemälde aus der Werkstatt von George Desmarées)

Als Angehöriger der Familie Montgelas wurde Maximilian Joseph Freiherr von Montgelas am 12. September 1759 in München geboren, er war nach seiner Schwester Josepha das zweite Kind des bayerischen Generalmajors Janus Freiherrn von Montgelas. Väterlicherseits entstammte die Familie Montgelas savoyardischem Landadel. Die Mutter Ursula, geb. Gräfin Trauner, starb ein halbes Jahr nach seiner Geburt. Die frühe Kindheit verbrachte er viel bei seiner Großmutter mütterlicherseits in Freising. 1767 verstarb sein Vater. Die Versorgung der beiden Vollwaisen ermöglichten neben dem väterlichen Vermögen Verwandte und Paten wie der bayerische Kurfürst Max III. Joseph, dem Montgelas seine Taufnamen verdankte.

### Ausbildung
Von 1764 bis 1770 besuchte Montgelas das Kolleg in Nancy im Herzogtum Lothringen, das 1766 gemäß dem Frieden von Wien (1738) an Frankreich fiel. Er erlebte dort die Übergangszeit nach der Aufhebung des Jesuitenordens in Frankreich 1764 mit. Mit dem Wandel vom lateinischen Jesuitenkolleg zu einer Lehranstalt mit einem Lehrerkollegium aus Weltgeistlichen und gelehrten Ordensbrüdern ab 1768 zogen auch praktische Fächer wie Sprachen, neuere Geschichte und Geographie in den Unterricht ein.
Von 1770 bis 1776 schloss sich ein Studium der Jurisprudenz an der Universität Straßburg an. Dort hörte Montgelas unter anderem bei Christoph Wilhelm Koch Vorlesungen zu Staatsrecht und Geschichte. Koch war bestrebt, neben der Erforschung der Vergangenheit auch Erfahrungen für zukünftige Staatsmänner zu vermitteln. Montgelas blieb ihm später in lockerer Korrespondenz verbunden. Etwa ein Jahr lang vervollständigte Montgelas anschließend seine Kenntnisse mit Studien zum bayerischen Recht in München und an der Universität Ingolstadt, wo er 1777 ein Diplom „mit außerordentlichem Lob“ erhielt.

### Frühes Wirken
Im selben Jahr trat er als Hofrat in den Dienst des bayerischen Kurfürsten Max III. Joseph und behielt diese unbezahlte Stellung nach dessen Tod unter dem Nachfolger Karl II. Theodor. Er war Mitglied der Freimaurerloge St Théodore du Bon Conseil in München, 1785 wurde er Mitglied der Bayerischen Akademie der Wissenschaften. Im selben Jahr führte die Aufdeckung seiner Mitgliedschaft im Illuminatenorden zu zunehmenden Konflikten mit seinem Dienstherrn.
Deshalb entschloss sich Montgelas 1787, bei Karl Theodor um seine Entlassung nachzusuchen und trat nach deren Genehmigung unverzüglich in den Dienst des Wittelsbacher Herzogs von Pfalz-Zweibrücken Karl II. August. Die Zweibrückener Linie des Hauses Wittelsbach bereitete sich damals bereits auf ihr voraussichtliches Erbe von Pfalzbayern nach dem Tod des ohne Thronfolger gebliebenen Karl Theodor vor. Vergeblich versuchte der Kurfürst Montgelas der Beihilfe zum Mord an Karl Augusts Sohn zu bezichtigen. Doch waren diese Anschuldigungen undurchsichtig und widersprüchlich und Montgelas erwarb das Vertrauen seines neuen Vorgesetzten Ludwig Freiherr von Esebeck. In Zweibrücken war Montgelas bis 1793 außenpolitisch tätig und an der regen Kommunikation des Herzogtums mit seinen Anhängern in Bayern federführend beteiligt.

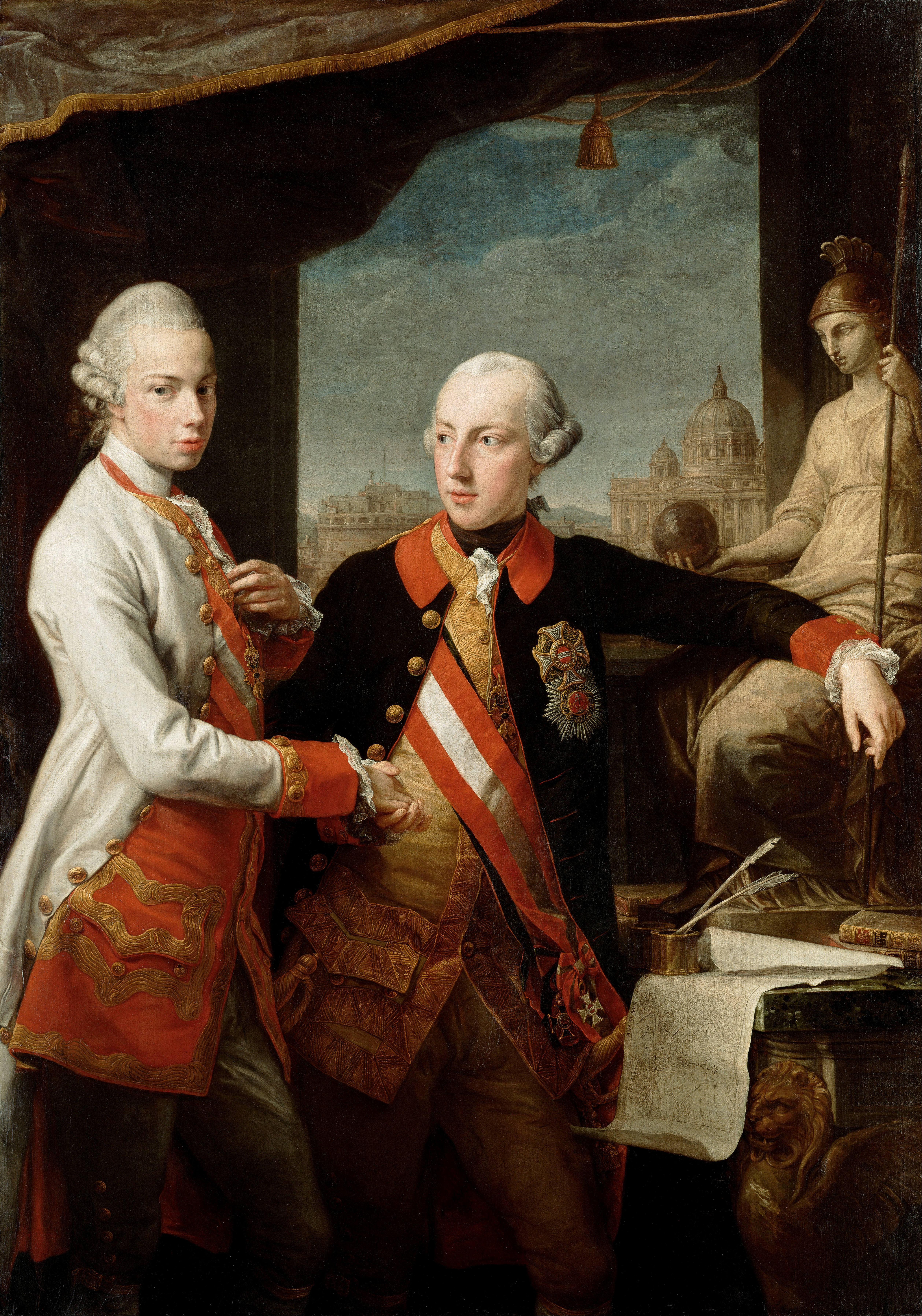
Der junge Erzherzog Leopold (links) und sein Bruder Kaiser Joseph II. (Gemälde von Pompeo Batoni, 1769)

Aus zum Teil sehr persönlichen Briefen an Maximilian Josef Graf von Seinsheim, ab 1787 auf Montgelas’ Empfehlung Zweibrückener Gesandter am Reichstag in Regensburg, erfahren wir von reger Teilnahme am gesellschaftlichen Leben des Hofes, Reisen, Damenbekanntschaften und der Suche nach (begüterten) Heiratskandidatinnen. Bei seiner ersten größeren außenpolitischen Mission, den Wahlkapitulationsverhandlungen in Frankfurt 1790 vor der Wahl Leopolds II. zum deutschen König und römischen Kaiser, arbeitete Montgelas zum ersten Mal enger mit Prinz Max Joseph zusammen, dem jüngeren Bruder Karl Augusts, der später sein Kurfürst und König in Bayern werden sollte.
Im Juli 1793 schlug sich Montgelas zwischen französischen und preußischen Truppen von Zweibrücken nach Mannheim durch, wo er jedoch auf Betreiben von Esebecks Nachfolger Abbé Pierre de Salabert, politisch ausgeschaltet wurde. Salabert war Max Josephs Erzieher und hat ihn später – allerdings ohne politische Funktion – auch nach München begleitet, wo er zuletzt bis zu seinem Tod 1807 das Prinz-Carl-Palais bewohnte. Montgelas' Rückkehr nach Zweibrücken verhinderten die Besetzung und Verwüstung durch die Franzosen. Bis zum Tod Karl Augusts 1795 war er ohne offizielle politische Funktion und Bezahlung, da man ihn bei Hof des Jakobinismus beschuldigte. Im Lauf des nächsten Jahres stieg er unter dem Nachfolger Max Joseph zu dessen wichtigstem politischen Berater auf. Er wurde zum Kopf der Opposition innerhalb Bayerns und des Zweibrückener Hofs gegen den Österreich völlig ergebenen Karl Theodor.

### Minister in Bayern

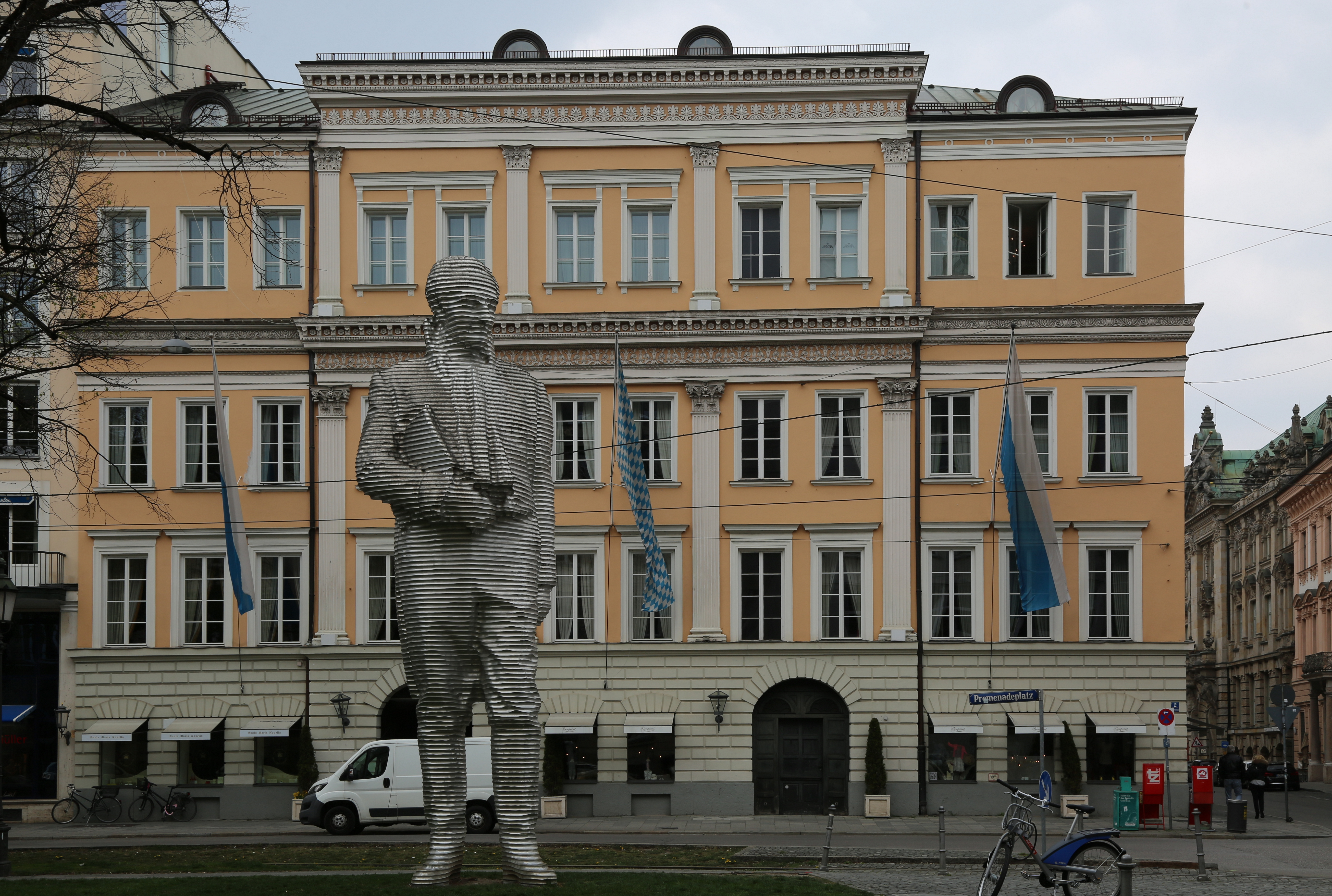
Standbild von Montgelas vor seinem ehemaligen Wohnhaus (Palais Montgelas) in München (Aluminiumstandbild von Karin Sander, 2005)

1799 nach dem Tod Karl Theodors und dem Amtsantritt Max IV. Josephs als Kurfürst in München wurde er von diesem zum Außenminister Bayerns ernannt. Bald war seine Position und Kompetenz so herausragend, dass Montgelas nach modernen Begriffen eher die Funktion eines Ministerpräsidenten ausübte. Ausschlaggebend dafür dürfte gewesen sein, dass er in seiner Zweibrückener Zeit tragfähige theoretische Konzepte für die Reform Bayerns entwickelt hatte und ein horrendes Arbeitspensum schnell und effizient zu bewältigen vermochte. Außer in Staatsgeschäften mied Montgelas nun den Hof und das Hofleben, gab jedoch selber, phasenweise fast täglich, Empfänge, wobei er als Gäste Diplomaten, Beamte, Künstler, Intellektuelle und Wissenschaftler bevorzugte.
Vor den französischen Truppen unter Jean-Victor Moreau floh Montgelas zusammen mit dem Hof Mitte 1800 über Landshut und Amberg ins preußische Bayreuth und kehrte erst nach dem Rückzug Moreaus aus Bayern im Frühjahr 1801 nach München zurück. Zunächst hatte er Wohn- und Diensträume in der Münchner Residenz inne, bis er nach seiner Verheiratung 1803 mit der 20 Jahre jüngeren, attraktiven Ernestine Gräfin von Arco in das Palais einzog, das nicht nur bis 1817 seine Stadtwohnung war, sondern gleichzeitig (und auch noch über 1817 hinaus) das Ministerium der Auswärtigen Angelegenheiten. Es wurde von Montgelas zwischen 1811 und 1813, wesentlich erweitert, neu gebaut und trägt inzwischen den Namen Palais Montgelas. Es ist heute Teil des Luxushotels Bayerischer Hof am Promenadeplatz.
Ebenfalls 1803 erwarb Montgelas einen Landsitz in Bogenhausen, den er als Sommerresidenz nutzte. Er veranlasste dort mit der Bogenhausener Brücke den Bau der zweiten Münchener Brücke über die Isar am Ort der späteren Max-Joseph-Brücke. Im September 1805 floh der Hof mit Montgelas erneut – diesmal vor den österreichischen Truppen, die in Bayern einmarschierten – und zwar nach Würzburg, wo sowohl er als auch der Kurfürst Max IV. Joseph das Juliusspital besuchten. Montgelas kehrte im Dezember 1805 nach München zurück, als Bayerns Bündnis mit Frankreich öffentlich geworden war und Napoleon gegen Österreich und Russland gesiegt hatte.
Ende 1809 wurde Montgelas vom Freiherren- in den Grafenstand erhoben. In seinem Privatleben galt der wohlhabend gewordene Montgelas als Mann von Noblesse, der auch die amourösen Abenteuer seiner Ehefrau mit Haltung hinnahm. Ab 1810 nahm der politische Widerstand gegen Montgelas unter Führung des Kronprinzen Ludwig stetig zu. Während eines längeren diplomatischen Aufenthalts in Paris kam es zu ersten konkreten Versuchen, Max Joseph zur Entlassung Montgelas’ zu bewegen.

### Nach der Entlassung
Nach seiner Entlassung 1817 erbaute Montgelas ein neues Stadtpalais am Karolinenplatz, das im Zweiten Weltkrieg zerstört wurde. Montgelas hat ab 1807 verschiedene Landgüter erworben und wieder veräußert und sich dabei als erfolgreicher Geschäftsmann erwiesen. 1833 erstand er die zum Teil heute noch (Stand 2010) im Besitz der Familie Montgelas befindlichen ehemaligen Hofmarken Egglkofen, Aham und Gerzen.

#### Privatbibliothek
Montgelas hat eine über 13.000 Bände umfassende, in der Bayerischen Staatsbibliothek erhaltene Bibliothek aufgebaut, die einen Einblick in seine persönlichen Interessengebiete gewährt. Literarisch dominieren antike Klassiker, Werke der französischen und deutschen Aufklärung und ältere englische Dichter; Schiller und Goethe sind nur durch späte Gesamtausgaben vertreten. Aufgrund seines Studiums und seiner Tätigkeiten finden sich naturgemäß reiche Bestände an Geschichtswerken und zu juristischen Themen, aber auch religiöse Literatur und naturwissenschaftliche Arbeiten.

#### Rückzug ins Privatleben
Der Tod seiner Frau 1820 an Tuberkulose hat Montgelas tief getroffen, obwohl die Ehe nicht frei von Meinungsverschiedenheiten geblieben war. Danach zog er sich von öffentlichen Auftritten fast vollständig zurück und widmete sich persönlich der Erziehung seiner acht Kinder.

#### Krankheit und Tod
Er litt in seinen letzten Lebensjahren an chronischen Erkältungen, Gicht, Koliken und Ischias. Am 14. Juni 1838 starb Montgelas im Alter von 78 Jahren, gegen viertel zwei Uhr Nachts mit den Sterbesakramenten versehen, in seinem Stadtpalais in München, die Aussegnung war am 16. Juni 1838. Er wurde in der Gruft der Kapelle von Schloss Aham beigesetzt.

### Familie

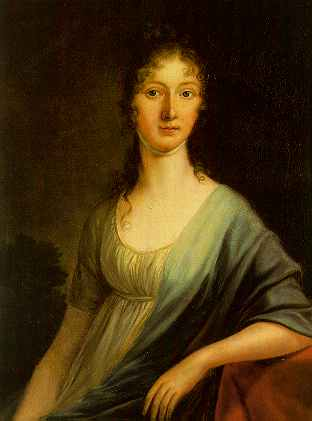
Ernestine von Montgelas, geb. Arco.

Maximilian von Montgelas war mit Ernestine von Arco (1779–1820), Tochter von Graf Ignatz von Arco (1741–1812) verheiratet. Das Paar hatte folgende Kinder:
- Caroline Auguste Franzisca (1804–1860) ⚭ 1824 Freiherr Max von Freyberg (d. i. Maximilian Prokop Freiherr von Freyberg-Eisenberg), Ministerialrat und u. a. Vorstand des Reichsarchives
- Maximilian (1807–1870) ⚭ Elisabeth J. Watts-Russel
- Maria Rupertine Ernestine (1808–1822)
- Maria Amalia (1810–1875)
- Maria Hortensia (1811–1895)
- Theresia (1812–1872)
- Ludwig (1814–1892), Bayerischer Gesandter in St. Petersburg und Berlin
- Heinrich Rudolf Max Eduard (1817–1847)

## Zeitalter der Aufklärung
Mitte des achtzehnten Jahrhunderts war die Hochzeit der Aufklärung erreicht, die damals neben weiten Kreisen der gebildeten Bevölkerung auch viele regierende Fürsten und die christlichen Kirchen maßgeblich beeinflusste. Viele aufklärerische Prinzipien waren jedoch noch weit von einer Umsetzung in die Alltagspraxis entfernt. Die Umsetzung aufklärerischer Ideale voranzubringen, war eine der Maximen, die Montgelas’ Wirken für Jahrzehnte entscheidend prägte.
Der Aufklärer erachtete Grenzen der Staatsmacht wie Gewissensfreiheit (Religionsfreiheit) und das Anrecht auf Schutz der privaten Rechtssphäre jedes einzelnen Bürgers für unabdinglich. Er dachte sich den Ausgang der staatlichen Gewalt aus Interessenzusammenschlüssen von Familien, später der Gesamtheit der Nation und wendete sich entschieden gegen das absolutistische Gottesgnadentum, worin er John Locke und Jean-Jacques Rousseau nahestand.

„Das Werk des aufgeklärten Absolutismus […] zeigten, was damals an Umstürzendem erreicht werden konnte, wenn ein Monarch oder ein durch seinen Fürsten gestützter Minister grundlegende Reformen in Angriff nahm.“

Daneben schwärmte er kurze Zeit für die Freiheit der alten Germanen. Im Zentrum seines politischen Credo standen von Anfang an die Rechte der Fürsten gegenüber der römisch-katholischen Kirche, die er in organisatorischen und weltlichen Fragen der Staatssouveränität völlig unterordnete. Die Umsetzung seiner Reformpläne lag in den Händen von örtlichen Verwaltungsbeamten und Richtern wie dem Freiherrn Joseph von Widnmann, die mit den Problemen der Landbevölkerung vertraut waren.
Montgelas verschaffte sich unermüdlich Detailinformationen zu Vorgängen und Rechtsverhältnissen, die Bayern betrafen und entwickelte daraus Konzepte für konkrete Maßnahmen, die nach einer Regierungsübernahme zur Verbesserung der Verhältnisse ergriffen werden konnten. Aufmerksam beobachtet er auch die bayerische Landschaft (die Gesamtheit der Landstände) und sammelte detailbesessen alle historischen Akten zu ihrem rechtlichen Status.

„Die besonderen lokalen Bedingungen kennen, die Menschen aufgrund dieser Kenntnis beurteilen und seine eigenen (geplanten) Operationen nach diesen Bedingungen modifizieren – dies ist nach meiner Meinung die wahre Politik und das Meisterstück der Verwaltung.“

Betrachtete er die Landschaft anfangs als willkommene Bundesgenossen gegen Karl Theodor im Kampf um die territoriale Erhaltung Bayerns, so wandelte sich diese Einstellung um die Zeit der Französischen Revolution 1789, da er nun in ihnen vor allem ein Hindernis für die Staatssouveränität sah.
Als Hofrat in München wirkte Montgelas in folgenden Aufgabenbereichen: im Kriminalsenat (oberstes Gericht für Straf- und Zivilangelegenheiten), bei den Finanzen, beim Staatskirchenrecht und ab 1780 im Bücherzensurkollegium. Letzteres verfocht aufklärerische Tendenzen und verfolgte antiaufklärerische und revolutionäre Schriften. Er verfertigte einen Entwurf für neue Instruktionen für das Zensurwesen in Bayern, der allerdings folgenlos blieb. Besondere Aufmerksamkeit widmete er auch darin den historischen Kirchenhoheitsrechten des Hauses Wittelsbach gegenüber der römisch-katholischen Kirche.

## Außenpolitik in Zweibrücken
In Zweibrückener Dienste wurde Montgelas noch kurz vor dessen Tod von Johann Christian von Hofenfels aufgenommen. Dort oblag ihm unter Hofenfels’ Nachfolger, dem Minister Ludwig Freiherr von Esebeck, und neben Anton Freiherr von Cetto zwischen 1787 und 1792 die außenpolitische Zuständigkeit für Berlin, München und Regensburg. Er beschäftigte sich weiter mit der Sammlung von Unterlagen über die bayerische Verwaltung und Rechtsansprüche Bayerns, seine Finanzen  und Wirtschaft. Sein besonderes Bemühen galt der Pflege von Kontakten zu Unterstützern des Hauses Zweibrücken in Bayern. Die besondere politische Rolle des kleinen Herzogtums (knapp 100.000 Einwohner) ergab sich aus dem im Wittelsbacher Hausvertrag festgelegten agnatischen Konsens, der die Zustimmung aller wittelsbacher Linien zu Entscheidungen wie Staatsschuldenaufnahme und Gebietsveränderungen erforderte und die wechselseitige Erbfolge regelte. Dies bescherte dem unbedeutenden Herzogtum ein erhebliches Maß an Aufmerksamkeit, das Montgelas für seine Heimat Bayern zu nutzen versuchte:

„Verhinderung aller österreichischen Absichten auf Bayern, aller eventuellen Tauschwünsche Karl Theodors, dagegen Neutralitätspolitik in Anlehnung an Preußen und den Fürstenbund und – bis in die Anfänge der Revolution hinein – auch an Frankreich.“

Im Umgang mit seinem direkten Zweibrückener Vorgesetzten Esebeck entwickelte Montgelas sein Gespür für die Behandlung adliger Potentaten: 

„Man muss der Empfindlichkeit der Leute in höheren Stellungen in den geringfügigen Dingen Rechnung tragen. Dies verleiht manchmal das Recht, ihnen wichtige Wahrheiten in den großen Angelegenheiten offen zu sagen. Das ist mein Grundsatz, dem ich stets gefolgt bin und mit dem ich bisher gut gefahren bin.“

Spätestens nachdem durch den Druck der aufgefundenen Ordenspapiere in München die Absichten Adam Weishaupts mit den Illuminaten öffentlich bekannt wurden, distanzierte sich Montgelas wie viele ehemalige Mitglieder endgültig und vollständig von dem Orden, hielt aber Kontakte zu ehemaligen Illuminaten aufrecht, wenn er von deren menschlichem Wert überzeugt war.

„Das Wohl des pfälzischen Hauses, das meines Vaterlandes, der wohlverstandene Dienst an meinem Meister [frz. ‘mon maître‘ als Ausdruck für den Dienstherren] wird mich stets beschäftigen. Dies ist der beherrschende Ruf meines Herzens: ein Gefühl, das sich niemals ändern wird und das aufzugeben mich weder die Bosheit noch die Verleumdung, die ich von vielen meiner Landsleute erfahre, jemals werden veranlassen können.“

Preußen verblieb in den unruhigen ersten Jahren der Französischen Revolution als der verlässlichste Verbündete (bis etwa 1793). Versuche auf die Münchener Politik im Sinne der bayerischen Interessen Einfluss zu nehmen blieben vergeblich.
Seinen ersten Auftritt auf der außenpolitischen Bühne hatte Montgelas bei den Wahlkapitulationsverhandlungen nach dem Tod Josephs II. 1790. Dabei „hat Montgelas stets das ganze der europäischen Politik im Auge, von Frankreich bis Russland, von Schweden bis zur Türkei“, auch wenn er taktisch bayerische Ziele wie den Verzicht Österreichs auf die Landeshoheit über die böhmischen Lehen in der Oberpfalz verfolgte. Mit Unterstützung Preußens erreichte er die Verhinderung aller zukünftigen Tauschpläne Bayern betreffend und die Sanktionierung der wittelsbachischen Hausverträge durch Anerkennung des Friedens von Teschen, der den bayerischen Erbfolgekrieg beendet hatte. Gemeinsam mit Preußen unterbreitete er auch Vorschläge zur Mediatisierung der Reichsritterschaft.

## Französische Revolution
Neben der Aufklärung war die wichtigste prägende Erfahrung Montgelas’ die Französische Revolution von 1789 und ihre Entwicklung in den Folgejahren. Aus nächster Nähe erlebte er die ersten Bauernunruhen in Deutschland vor allem in grenznahen Gebieten bereits 1789 mit, auch wenn es in Zweibrücken selbst ruhig blieb.
Zu Beginn zeigte seine Einstellung Zustimmung im Grundsätzlichen:
„Aber immer wird die Revolution das wirklich Gute bewirkt haben, den Despotismus gedämpft und gewisse Grundsätze zur Anerkennung gebracht zu haben.“ Montgelas forderte für den Staatsdienst eine Anstellung nach Verdienst und nicht nach Herkunft.

„Gleichmäßigere Vertretung, Ausdehnung der wesentlichen Menschenrechte auf alle Klassen der Gesellschaft, gleiche Steuerpflicht ohne irgendeinen Unterschied, dies sind die weisen Opfer die zu bringen ich nicht aufhöre sie (die privilegierten Stände Bayerns) zu ermahnen. Sie sind durch die Gerechtigkeit diktiert und durch die Umstände geboten.“

In einer ausführlichen Auseinandersetzung mit einem Entwurf von Joseph August von Toerring entwickelt er dessen Vorschlag eines Landtags in einem Brief an Seinsheim weiter zur Idee einer Gesetzgebung durch eine Nationalversammlung als Zweikammersystem. Dem Adel und Klerus in einer Kammer wollte er damals eine zweite Kammer aus Abgeordneten der Stände und Märkte beigesellen, die durch alle Bürger der Gemeinde gewählt werden und durch Abgeordnete der kleinen bäuerlichen Eigentümer ergänzt werden sollte. Die Grundidee war eine Nationalversammlung nach der Maßgabe der Gesamtsteuerleistung und des Bevölkerungsanteils. Der Souverän sollte keine Gesetze mehr ohne Zustimmung der Nationalversammlung erlassen können, Montgelas hält aber umgekehrt auch an der Zustimmung des Fürsten fest, fordert also für diesen ein Vetorecht.
Montgelas äußerte aber auch bald konkrete Befürchtungen über (mögliche) Fehlentwicklungen: „Das Extreme taugt nie etwas. Medium tenuere beati.“
Besonders fürchtete er schädliche Auswirkungen möglicher Interventionen von außen. Auch die Flucht Ludwigs XVI. nach Varennes hielt er für einen schweren Fehler, weil sie es unmöglich machte, auf eine konstitutionelle Monarchie hinzuwirken. „[...] werde ich trauern um [...] das Unglück, das sie über die Menschheit bringen wird – jene Menschheit, die immer das sichere und unschuldige Opfer jener Anfälle von Ehrgeiz, Eitelkeit und Habsucht derjenigen sein wird, die eigentlich für das allgemeine Wohl arbeiten sollten.“ Statt bedingungsloser Opposition gegen Frankreich wünschte Montgelas „[...] daß unsere Fürsten gerecht fleißig, sparsam werden, und daß die französischen Lehren nicht verloren sind.“
Wie viele deutsche Fürstentümer hatte auch Zweibrücken Grundbesitz in Frankreich und Vermögen in französischen Kapital- und Grundrenten angelegt. Montgelas plädierte für praktische Verhandlungen mit Frankreich über konkrete Interessen (wie etwa elsässische Besitzungen Zweibrückens) statt allgemeiner, unglaubwürdiger Drohgebärden: „Es geht [...] darum zu erkunden [...] ob diese Revolution uns Vorteil bringen kann, ob es nicht angebrachter ist, aus der neuen Ordnung der Dinge zu profitieren [...]“.
Es stellt fast eine Zusammenfassung seiner späteren Grundsätze als bayerischer Minister dar, einen Ausblick auf sein Programm einer Revolution von oben, wenn er an Seinsheim schrieb:
„Offen gesagt, ich liebe den philanthropischen Rahmen der neuen Regierungsform. Ich zolle Beifall dem Ruin des Klerus, der uneingeschränkten Gewissensfreiheit, der Gleichheit der Besteuerung, der Permannenz der Gesetzgeber, den getroffenen Vorkehrungen zur Sicherung der persönlichen Freiheit. Ich liebe nicht die Abschaffung des Adels, die Erniedrigung des Thrones [...]“.
Ab 1792 zogen französische Truppen durch Pfalzbayern. Am 9. Februar 1793 verließ Karl August sein Schloss Karlsberg, nachdem schon vorher Wertsachen nach Mannheim geschafft worden waren. Montgelas’ Vorgesetzter Esebeck wurde von den Franzosen verhaftet. Montgelas blieb aus Pflichtgefühl in dem vorübergehend von preußischen Truppen verteidigten Zweibrücken und rettete Gemälde, Möbel und Akten. Er vermittelte zwischen Franzosen und den einheimischen Behörden. Im Mai 1793 standen je etwa 12.000 französische und preußische Truppen sich im Herzogtum Zweibrücken gegenüber. Das kleine Land konnte die Truppen kaum ernähren: „Jedermann leidet Not.“ Montgelas war erfolgreich darin als Vermittler Exzesse der Franzosen zu unterbinden.
Karl August in Mannheim und sein Minister Abbé Pierre de Salabert blieben tatenlos. Im Juli 1793 schlug Montgelas sich mühsam zwischen französischen und preußischen Truppen nach Mannheim durch um endlich Instruktionen seines Hofs zu erhalten. Doch dort schloss Salabert, ein in den Augen Montgelas unfähiger Höfling, der nur seinen eigenen Einfluss bei Karl August im Sinn hatte, ihn von allen Geschäften aus ohne sich selbst diesen Geschäften ausreichend zu widmen. Auch Esebeck erlangte nach seiner Freilassung keinen Einfluss mehr am Hof.
Im Herbst 1793 beschuldigte man Montgelas unter anderem der Zusammenarbeit mit den Jakobinern. Von da an wurde er nur noch unter der Hand gelegentlich von Mitarbeitern Karl Augusts als Ratgeber herangezogen. Aus München wurden auch die alten Vorwürfe gegen die seit sechs Jahren nicht mehr existierenden Illuminaten wieder belebt. Auch der Tod Karl Augusts am 1. April 1795 und die Nachfolge seines jüngeren Bruders Max Joseph ändern zunächst nichts an seiner verfemten Lage:

„Während dieser ganzen Zeit befand sich Herr von Montgelas in der tiefsten Ungnade. Man wagte nicht, seinen Namen auszusprechen; man bezichtigte ihn des Jakobinismus, des Illuminatentums[...] Er hatte um Verwendung in der Umgebung Salaberts gebeten, aber weder der verstorbene noch der neue Herzog wollten ihre Zustimmung hierzu geben. Er wurde abgewiesen, was er niemals vergaß. Er hatte indessen einen gewissen Einfluß in den Geschäften [...] behalten.“

Erst mit der Ernennung zum Wirklichen Regierungsrat mit Sitz und Stimme bei Unserem herzoglichen Regierungs-Collegio durch Max Joseph am 11. Juli 1795 erhielt er wieder offizielle Befugnisse. Er wurde nach der Eroberung Mannheims durch die Franzosen nach Heidelberg versetzt, wo er sich um die Regelung der Angelegenheiten der Reformierten Kirche der Pfalz bemühte, die durch Karl Augusts Politik virulent geworden waren.
Nach der Rückeroberung Mannheims durch die Österreicher Ende 1795 (nachdem im Frieden von Basel Preußen sich Frankreich gegenüber neutral erklärt hatte und ihm seine linksrheinischen Besitzungen überließ) wurde Salabert von ihnen verhaftet und nach seiner Entlassung 1797 nicht mehr bei Max Joseph als Minister angestellt. Max Joseph fand im seit 1791 preußischen Ansbach Exil. Mit dem Einmarsch der Franzosen in Bayern im Spätsommer 1796 geriet die Anwartschaft Max Josephs auf die Nachfolge Karl Theodors wieder in Gefahr. Max Joseph entschloss sich daher Cetto als Sondergesandten zum Pariser Direktorium zu entsenden. Dieser schlug ihm Montgelas als seinen Vertreter vor. Auch der preußische Reichstagsgesandte Graf Johann Eustach von Görtz und der angesehene Vertreter der bayerischen Landschaftsverordnung Johann Maximilian Graf von Preysing empfahlen Montgelas wegen seiner Sachkunde.

## Das politische Programm
Montgelas benutzte zu seiner Arbeit ausgiebig historische Quellen wie einschlägige Literatur, Verträge und Archive. Er hat selber akribisch alle Vorgänge im Zusammenhang mit seinen Tätigkeiten archivieren lassen. Eberhard Weis nennt ihn sinngemäß einen angewandten Historiker. Sein jeweiliges Denken im Wandel der Zeit ist demgegenüber nur aus einigen Denkschriften (bzw. Entwürfen dazu), Briefen und zuletzt aus seinen Memoiren erschließbar. Von Montgelas sind aus der Zeit vor 1799 etwa sechzig Abhandlungen (teilweise nur Entwürfe) und Gutachten erhalten, weitere sind nur in seinen Briefen erwähnt. Lediglich einige für das Denken und Wirken Montgelas’ wichtige und charakteristische Schriften werden hier aufgeführt.

### Schriftstück von 1778
Nur in einer Abschrift von Karl Ernst von Gravenreuth aus der Zeit von 1796 bis 1799, als er Privatsekretär von Max Joseph war, ist eine Skizze radikaler Pläne zur Abschaffung der Grundherrschaft überliefert, die Franz Karl von Hompesch, Ignaz Graf Arco und Montgelas 1778 erarbeiteten, die eine Bauernbefreiung zur Folge gehabt hätte. Zur Erleichterung der bedrückenden Lage der Bauern wurde die Übernahme aller grundherrschaftlichen Rechte der Klöster, Städte und Märkte durch den Staat erwogen, die durch die Errichtung einer bayerischen Hypothekenbank finanziert werden sollte. Diese hätte den alten Eignern jährlich fünf Prozent Zinsen auf die enteigneten Werte zahlen sollen und sich aus den Einnahmen des neuen Staatsbesitzes finanzieren. Das Projekt blieb jedoch unveröffentlicht und hatte vorerst keine weiteren Folgen.

### Mémoire sur les droits des Ducs de Bavière en matière ecclésiastique1789
Viel Zeit und Mühe verwendet Montgelas auf die – letztlich vergeblichen – Versuche 1788 und 1790 den vakant gewordenen Freisinger Bischofsstuhl mit einem Zweibrücken genehmen Kandidaten zu besetzen. Das finanziell bankrotte Bistum schien ihm ein guter Kandidat für eine Aufhebung der weltlichen Herrschaftsbefugnis des Fürstbischofs (siehe Mediatisierung) und zudem wollten die Wittelsbacher den Bischofssitz nach München verlegen. Hierzu arbeitete Montgelas einen Entwurf von Esebeck aus.
Programmatisch ging es Montgelas in der ausführlich mit historischen Quellen und Vorgängen begründeten Denkschrift

„um Stärkung und Konzentration der Staatssouveränität, um Zurückdrängung der Rechte kirchlicher Institutionen sowie der kirchlichen Gerichtsbarkeit zugunsten des Staates, in gewissem Sinn um Einbau der Kirche in den Staat und drittens um eine eventuelle künftige Einziehung reichsunmittelbaren und -mittelbaren Besitzes kirchlicher Institutionen.“

Montgelas zog folgende Bilanz:

„[...] das Haus Pfalzbayern hat aufgrund der Natur, der Territorialhoheit und der Konstitution des Reiches ein uneingeschränktes Recht auf die Ausdehnung jener umfassenden Souveränität, welche seine Vorgänger im Herzogtum Bayern einst über die Personen und die Güter des landsässigen Klerus in ihren Staaten ausgeübt haben, und kein rechtliches Hindernis steht dem entgegen, daß dieses Haus wieder in den Genuß der Vorrechte eintritt, die es nur durch freiwillig erteilte, widerrufliche Privilegien abgetreten hatte.“

### Mémoire présenté à Mgr le Duc le 30 septembre 1796
In der verkürzt auch als Ansbacher Memoire bezeichneten Programmschrift widmete sich Montgelas zunächst Grundsätzen einer zeitgemäßen Verwaltung. Er betonte die Notwendigkeit eine Geschäftsverteilung mit geregelten Zuständigkeiten der Ministerien einzuführen. Er forderte die Besetzung der Posten mit intelligenten, arbeitsamen und fähigen Persönlichkeiten, also nach Verdienst und nicht nach Herkommen. Als unerlässlich sah er eine angemessene Besoldung der Staatsdiener einschließlich einer ausreichenden Hinterbliebenenversorgung an. Dieser Punkt zielte gegen die (nicht nur) unter Karl Theodor übliche Praxis hohe Posten vorrangig an Begüterte zu vergeben. „Wenn es durch einen seltenen Zufall einmal einem arm geborenen Bürger gelungen ist, seinen Weg nach oben zu machen, so ist er darauf angewiesen, selbst dafür zu sorgen, daß er auf seine Kosten kommt und sich das mit unlauteren Mitteln zu verschaffen, was ihm die Regierung aus ungerechtfertigter Sparsamkeit vorenthalten hatte.“
Die Minister sollten sich mit Mitarbeitern ihres eigenen Vertrauens umgeben dürfen, die sich ihrer Autorität unterordneten. Durch die Besetzung freier Stellen mit den qualifiziertesten und am besten vorgebildeten Bewerbern sei insbesondere die Kontinuität der Verwaltung bei einem Ministerwechsel sichergestellt. Dieser Punkt wendete sich gegen die Praxis, bevorzugt Adelige in den Staatsdienst zu berufen, häufig ungeachtet ihrer Befähigung und Sachkenntnis.
Wichtige Kernpunkte der Denkschrift bildeten die Umsetzung der gleichen Steuerpflicht ohne Ausnahmen für alle Stände, die religiöse Toleranz, die Beseitigung von Missständen beim Gerichtswesen, eine Neugliederung der mittleren Verwaltungsebene, verbunden mit einer Neuorganisation des Zentralarchivs und der Provinzialarchive, die Neuregelung von Schardiensten für Grundherren, eine Reform der Gesetzgebung vor allem beim Zivil- und Strafrecht, Reform und Hebung des Bildungswesens, angefangen bei den Schulen bis hin zu den Universitäten, Einführung der allgemeinen Schulpflicht, Einführung von Presse- und Veröffentlichungsfreiheit und Abschaffung der Zensur.
„Es ist heute erwiesen, daß es die grobe Unwissenheit der Völker ist und nicht die vernünftige und dem Stand eines jeden entsprechende Bildung, die man ihnen vermittelt, welche Revolutionen hervorruft und Reiche umstürzt. Je aufgeklärter die Menschen sind, desto mehr lieben sie ihre Pflicht und stehen zu einer Regierung, die sich wirklich um ihr Glück bemüht.“
Montgelas schlug die Gliederung der Verwaltung in fünf Ministerien vor: Außenministerium, Finanzministerium, Justizministerium, Ministerium für geistliche Angelegenheiten und Kriegsministerium. Zu jedem der ersten vier Ministerien definierte er Zuständigkeiten, personelle Ausstattung und machte Vorschläge für die Besetzung des Ministerpostens. Lediglich beim Kriegsministerium erklärte er sich seinem ‘maître‘ gegenüber für unzuständig, da Max Joseph bis zum 33. Lebensjahr Oberst des französischen Regiments Royal d’Alsace war und das Militär sein persönliches Steckenpferd. Die Reformvorschläge Montgelas’ wurden wo möglich durch historische Beispiele aus anderen Ländern und ggf. auch durch Verweis auf andere Denkschriften (z. B. einer verlorenen von 1788 oder 1789 von Joseph August Graf von Törring-Gronsfeld) untermauert.
Die Grundzüge dieser Denkschrift wurden ab 1799 in großen Teilen bei der Umgestaltung der bayerischen Verwaltung umgesetzt. Am wenigsten traf dies für Montgelas’ umfangreiche Ausführungen zum Ministerium für geistliche Angelegenheiten zu (das auch für Bildung zuständig war und aus dem 1806 unter Hinzunahme der Zuständigkeit für die Polizei das Innenministerium hervorging). Montgelas schlug vor, die politischen und rechtlichen Befugnisse der römisch-katholischen Kirche zu beschränken, allerdings nur in Fällen, in denen er Rechtsansprüche ins Feld führen konnte, und die Bettelorden aufzulösen. In den anderen Fällen bevorzugte er den Ansatz, sich über Reformen im gütlichen Einvernehmen zu verständigen. Die Geistlichen sah Montgelas wie viele, insbesondere katholische Aufklärer, grundsätzlich als nützlich für die Volkserziehung an.

### Niederschrift zumRohrbacher Hausvertragvon 1797
Montgelas fertigte einige Monate vor dem Abschluss eines Hausvertrags mit Herzog Wilhelm von Birkenfeld eine Niederschrift über die von ihm wesentlich beeinflussten vorausgegangenen Verhandlungen an. Der Hausvertrag wurde auf 1796 vordatiert und wird daher auch als Ansbacher Hausvertrag von 1796 bezeichnet, da Max Joseph Anfang 1797 in zweiter Ehe Prinzessin Karoline von Baden geheiratet hatte, die man wegen ihrer österreichfreundlichen Haltung von politischer Mitwirkung ausschließen wollte. Neben der Sicherung der Ansprüche der Wittelsbacher auf ihr angestammtes Herrschaftsgebiet ging es darin auch um die konkrete Umsetzung einiger Punkte des Ansbacher Memoire, wie den Umgang mit Staatsgut oder die Abschaffung der erblichen Anwartschaft auf Ämter im Staat. Neu hinzu trat eine Regelung der Schuldenaufnahme und -tilgung des Staates.

### Compte rendu au Roivon 1817
Der Rechenschaftsbericht Montgelas nach seinem Sturz 1817 an seinen König stellt insofern eine wichtige Quelle zu Montgelas Handeln als Minister dar, als er die Innenpolitik Bayerns zwar subjektiv gefärbt aber inhaltlich zweifellos weitgehend korrekt darstellt, da sein Adressat Max Joseph die geschilderten Sachverhalte aus eigener Anschauung kannte.

### Denkschrift zu den Karlsbader Beschlüssen von 1819
Montgelas wendete sich in dieser Denkschrift, die wahrscheinlich 1819 für Max Joseph verfasst wurde, gegen die in den Karlsbader Beschlüssen festgelegte Einschränkung der Presse und Meinungsfreiheit und plädierte dafür, sie in Bayern nicht umzusetzen, was mit der Unterstützung von Zentner und des Kronprinzen Ludwig auch erfolgte. Montgelas warnte darin vor Einflussmöglichkeiten von Metternich auf die bayerische Innenpolitik und Verfassung.

### Denkwürdigkeiten
Die Denkwürdigkeiten stellen eine außenpolitische Rechtfertigungsschrift Montgelas’ dar, die er nach seiner Entlassung zusammenstellte. Anders als der Compte rendu enthalten sie jedoch tendenzielle Verzerrungen und sehr subjektive Meinungsäußerungen von Montgelas. Sie durften nach Montgelas Willen erst nach dem Tod aller darin aufscheinenden Personen veröffentlicht werden.

## Vorbereitung auf die Regierungsübernahme in Bayern
Am 10. September 1796 ernannte Max Joseph Montgelas zum Wirklichen Geheimen Legationsrat. Montgelas’ Feinfühligkeit in der Menschenbehandlung und eine rastlose politische Aktivität in seiner neuen Stellung machten ihn bald zum leitenden politischen Berater des Herzogs. Bereits zwanzig Tage nach seiner Ernennung legte er am 30. September 1796 das Ansbacher Memoire vor.
Von 1790 bis 1799 verhandelte Montgelas mehrfach über eine alle drei christlichen Konfessionen befriedigende Regelung der religiösen Verhältnisse in der Pfalz „auf den tragfähigen Grundlagen der Toleranz und Vernunft“. Zuerst ging es Montgelas dabei darum zu verhindern, dass es zu einer Klage vor dem Reichshofrat in Wien kommen würde, und stattdessen die Streitfragen ohne äußere Einmischung zu lösen, was misslang. Nach der Abweisung der Klage strebte er ab 1797 vor allem an, dass die reformierte Kirche der Pfalz wie die katholische und lutherische Kirche zwar in der Lehre frei, ansonsten aber Organ im Staat und dem Staatskirchenrecht unterworfen seien. Die kurfürstliche Religionsdeklaration kam erst 1799 nach Amtsantritt Montgelas’ in München unter seinem ersten Minister für die Geistlichen Angelegenheiten Graf Morawitzky und der Verhandlungsführung Georg Friedrich Zentners zustande. Sie legte die Grundlage für eine rechtliche Gleichstellung aller christlichen Konfessionen in Bayern. Beim Verhältnis von Kirche und Staat ähnelten Montgelas’ Auffassungen stark dem Vorbild des landesherrlichen Kirchenregiments der protestantischen Staaten.
Der landlose Herzog Max Joseph unterhielt im Exil unter Montgelas’ Anleitung eine Vielzahl diplomatischer Aktivitäten, die im Zusammenhang damit standen, dass sich in München Karl Theodor als zunehmend handlungsunwillig erwies. Immer mehr orientierten sich Mitglieder der bayerischen Administration heimlich an den Konzepten von Max Joseph und Montgelas. Nur von dort kamen zwischen 1796 und 1799 noch Impulse durch aktive Mitwirkung an den politischen Ereignissen die Interessen Bayerns wahrzunehmen. Über allem stand die Sorge Bayern als selbstständigen Staat in diesen unruhigen Zeiten lebens- und handlungsfähig zu erhalten.
1797 erkannte Österreich den Rhein als Ostgrenze Frankreichs in geheimen Zusätzen zum Frieden von Campo Formio an. In dieser Zeit formulierte Montgelas nach dem Verlust der linksrheinischen Gebiete der Pfalz an Frankreich das Konzept, Altbayern durch Gebietsabrundungen zu einem flächenmäßig zusammenhängenden Mittelstaat im Deutschen Reich zu machen, der nicht wie die bis dahin zersplitterten Besitztümer der Wittelsbacher mit praktisch allen westeuropäischen Großmächten gemeinsame Grenzen hatte – was jede Diplomatie natürlich wesentlich erschwerte. Politisches Ziel war die Aufrechterhaltung der Handlungsfähigkeit zwischen den Machtblöcken Frankreichs, Österreichs, Preußens und Russlands. Dabei sieht Montgelas aber auch die Akzeptanz und Unterstützung des Staates durch seine Bürger in einem zusammenhängenden Flächenstaat als leichter erreichbar an als in einem zersplitterten Staatsgebiet.
Im gesamten Deutschen Reich wurden die Forderungen nach einer Entschädigung der weltlichen Fürsten für linksrheinische Verluste durch „allgemeine und vollständige Säkularisation“ immer stärker, denen nun auch Montgelas sich anschloss. Die Begründungen lieferten ihm nun nicht mehr staatsrechtliche Argumente, sondern die Entschädigungsinteressen Bayerns vor allem gegen gleichartige Ansprüche Österreichs (Passau und Salzburg) und Preußens (Würzburg und Bamberg). In dieser Hinsicht stießen die Bemühungen Max Josephs und wichtiger bayerischer Kreise jedoch auf scharfen Widerstand Karl Theodors, der zunächst noch an eine Rückgabe der linksrheinischen Besitzungen glaubte und später Ideen zum Tausch Bayerns gegen Baden, Mailand oder die Österreichischen Niederlande (in etwa das heutige Belgien) anhing.
Angesichts der Schwäche des neutralen Preußens wendete Montgelas sich Frankreich als einem wichtigen Machtfaktor bei der Unterstützung gegen österreichische Ansprüche auf bayerische Lebensinteressen zu wie etwa der Salzgewinnung im Raum Berchtesgaden-Traunstein, die alte Lieferverträge aus Salzburg–Hallein einschloss. Der Salzhandel war eine wesentliche Einnahmequelle des damaligen bayerischen Staates, wie Montgelas seinem Herzog penibel vorrechnete. Die Gebiete östlich des Inns hatte Napoleon zunächst Österreich zugesagt, doch verhinderte Talleyrand im Rastatter Kongress die Erfüllung dieser Absprache, die einen Gegner Frankreichs ohne Gegenleistung gestärkt und einen möglichen Verbündeten wesentlich geschwächt hätte. Bayern war für Frankreich ein Pufferstaat zu Österreich ohne Frankreich selbst nennenswert bedrohen zu können. Letztlich war Montgelas deswegen erfolgreich, weil sich auch im Direktorium die Meinung durchsetzte, dass flächenmäßig zusammenhängende Mittelstaaten in Deutschland am ehesten Aussichten auf eine stabile Neuordnung Europas im französischen Interesse böten.
Als sich auf dem Rastatter Kongress ab 1797 die Gefahr abzeichnete, dass sich Frankreich und Österreich doch noch über die Westverschiebung der Grenze Österreichs zu Bayern an den Inn verständigen könnten, wurde Montgelas in diesem Sinn erfolgreich in Paris, Rastatt und beim französischen Gesandten in München vorstellig, entwickelte aber gleichzeitig zusammen mit Zentner Alternativpläne über eine Kompensation Bayerns im Süden durch Anschluss Tirols und Vorarlbergs bis zum Inn oder im Norden durch einen Korridor im Mainraum zu den verbliebenen Gebieten der rechtsrheinischen Pfalz. Montgelas fürchtete um Bayern: „Das Beispiel Polens ist erschreckend[...] Es ist nötig, daß die Mittelstaaten zu sich selbst kommen und sich daran gewöhnen, durch Mut Geist und Sparsamkeit ihr Schicksal in die eigenen Hand zu nehmen; andernfalls werden sie von den großen Fischen verschlungen[...]“. Die Reduzierung des Königreichs Sardinien und die Okkupation Venedigs und Savoyens (der Heimat seiner Vorfahren) durch Frankreich lieferten ihm weitere Beispiele, was auch Bayern damals drohen konnte.
Montgelas musste sich in dieser Zeit zusätzlich um die Finanzierung seines einnahmelosen Herzogs Max Joseph kümmern. Neben den Ausgaben für den Herzog, seinen diplomatischen Apparat und seine Agenten in Bayern gehörten dazu auch die in dieser Zeit üblichen Geschenke an Diplomaten, die man sich gewogen erhalten wollte. Montgelas’ damals geknüpfte Kontakte mit Bankiers sollten ihm auch später gute Dienste bei Notlagen der bayerischen Staatsfinanzen leisten. Andere Unterstützung kam von den bayerischen Landständen und von Apanagen Karl Theodors, der wegen des agnatischen Konsenses zum Beispiel bei der Aufnahme von Staatsschulden in Bayern auf die Zustimmung Max Josephs angewiesen war. Ab 1797 lebte Max Joseph wieder in Rohrbach und Mannheim in den Karl Theodor noch verbliebenen rechtsrheinischen Besitzungen.
Als sich der Gesundheitszustand des 73-jährigen Kurfürsten erkennbar verschlechterte, setzte Montgelas auf eine von ihm in undurchsichtigen Lagen häufig bis zur Klärung der Verhältnisse angewandte Verzögerungstaktik. Konkret ging es in der zweiten Jahreshälfte 1798 um die durch langatmiges Abwägen von Gründen und Gegengründen hinausgeschobene Zustimmung zum Verkauf von Gerichtsgründen, zu der Verpachtung der Weißbierbrauereien und zum Verkauf des Zehenten. Die zu genehmigenden Finanzmittel sollten nicht mehr Karl Theodor zugutekommen, der in großem Stil Staatsmittel für sich, zur Versorgung seiner illegitimen Kinder und von Günstlingen sowie für favorisierte Einrichtungen und sogar für Zahlungen an Österreich abzweigte, und die dem durch die österreichische Besetzung mit etwa hunderttausend Soldaten schwer belasteten Staat fehlten.
Schwierig gestalteten sich Montgelas’ durch zahllose mémoires unterstützte Bemühungen, den geselligen und gesprächigen Lebemann Max Joseph in die Notwendigkeiten der Diplomatie einzubinden. Immer wieder führte Max Josephs spontane Redseligkeit zu diplomatischen Fehlinterpretationen, die Montgelas anschließend auszuräumen versuchen musste. Auch bei einem Treffen mit Karl Theodor in München im Mai 1798 reiste Max Joseph vorzeitig ab und vereitelte dadurch fast wichtige Abmachungen mit Karl Theodor, der politisch so gut wie nur noch mit Wien verkehrte und ein letztes Mal versuchte, den ihm ungelegenen Montgelas auszuschalten. Erst ab etwa 1805 unterliefen Max Joseph auf dem diplomatischen Parkett deutlich weniger schwerwiegende Fehltritte.

## Politik in Bayern 1799–1817
Als am 16. Februar 1799 Karl Theodor nach einem wenige Tage vorher erlittenen Schlaganfall starb, standen knapp 110.000 Mann österreichischer Truppen in Bayern. Die allgemein als wenig brauchbar eingestuften etwa 17.000 Mann bayerischer Truppen waren über das ganz Land verstreut und in die österreichischen Verbände integriert. Dass Österreich in dieser Situation nicht unmittelbar Zugriff auf Bayern zu erreichen versuchte, war der allgemeinen politischen Lage (Preußen und Russland opponierten diplomatisch, andere Staaten hätten sich ebenfalls gegen Österreich gestellt) und wohl auch dem begonnenen zweiten Koalitionskrieg zuzuschreiben, dessen Ausgang Österreich abwarten wollte. So blieb es bei letzten Versuchen des österreichischen Gesandten in München Graf Josef Johann August von Seilern noch auf dem Sterbebett Unterschriften Karl Theodors unter für Österreich günstige Abmachungen zu erreichen (wahrscheinlich Abtretungsvereinbarungen oder vergleichbare Testamentsklauseln), die die höchst eigenwillige zweite Frau Karl Theodors, die 22-jährige Maria Leopoldine von Österreich-Este, eine Habsburgerin, energisch vereitelte. Max Joseph konnte sein schwieriges Erbe daher ohne Zwischenfälle antreten.

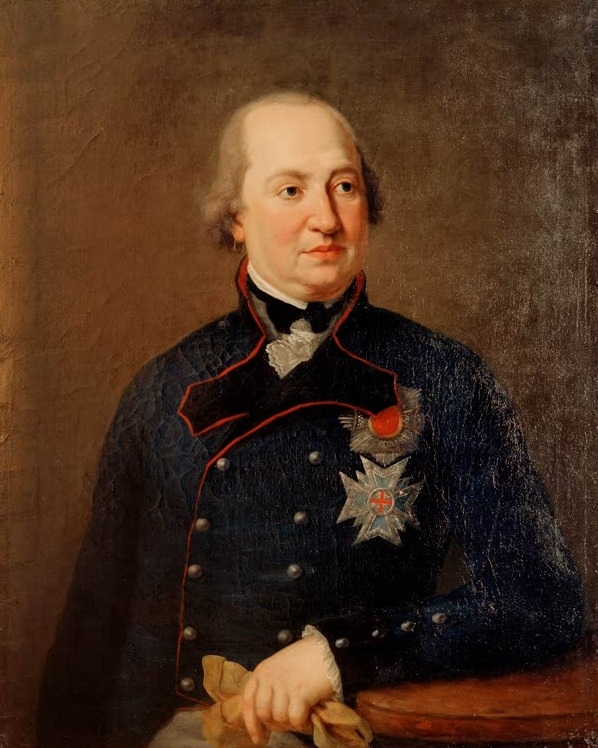
König Maximilian I. Joseph

Zwischen 1796 und 1817 bestand eine sehr enge Zusammenarbeit zwischen Max Joseph und Montgelas. Montgelas’ Staatsauffassung war von einer geradezu ehrfürchtigen Haltung dem Souverän gegenüber geprägt, der formal allein alle Entscheidungen zu treffen und zu verantworten hatte. Umgekehrt stützte Max Joseph in dieser Zeit Montgelas nahezu bedingungslos gegen alle Kritiker und Intrigen. Es kann auf Grund der sehr unterschiedlichen Veranlagungen und Persönlichkeiten der beiden Männer kein Zweifel bestehen, dass theoretische Konzeptionen überwiegend von Montgelas ausgingen. Die konkreten Entscheidungen überließ Montgelas jedoch konsequent seinem Fürsten, den er der Form nach lediglich beriet. Es ist daher oft schwierig, bei konkreten Entscheidungen letztlich mit Sicherheit auseinanderzuhalten, welche Sachverhalte Max Joseph persönlich zu verantworten hatte und welche auf Montgelas’ Einstellung zurückzuführen waren. Dies gilt insbesondere für einige schwierige Grundsatzentscheidungen, die durch langes Schwanken und Zögern geprägt waren.

### Außenminister

#### 1799–1801
Einen Tag nach dem Eintreffen Max Josephs in München wurde Montgelas am 21. Februar 1799 als Nachfolger von Matthäus von Vieregg zum Minister der Auswärtigen Angelegenheiten und des Landesherrlichen Hauses ernannt. Seine Ministerkollegen wurden: als Finanzminister Franz Karl Freiherr von Hompesch, der bis Anfang 1800 die Sitzungen des Staatsrats leitete, als Minister der Geistlichen und Schul-Angelegenheiten Theodor Heinrich Topor von Morawitzky und als Justizminister Johann Friedrich  von Hertling. Nach dem Tod Hompeschs 1800 übernahm Morawitzky kommissarisch auch das Finanzministerium und Montgelas stieg zum mit Abstand einflussreichsten Minister auf. Montgelas' erfolgreiche Strategie bei Max Joseph beschreibt Eberhard Weis:

„Sein häufiges langes Taktieren, sein Abwarten oft des letztmöglichen Moments vor einer entschiedenen Stellungnahme in wichtigen Fragen, sein Bestreben sich in solchen Momenten schriftliche Anweisungen vom Monarchen geben zu lassen, um sich für den Fall eines Mißerfolgs abzusichern, dies alles gehörte zu den Charakteristika seiner Amtsführung. Auf wichtige Entscheidungen mußte er den Monarchen zunächst vorsichtig vorbereiten, ihm das Gefühl vermitteln, das Richtige selbst erkannt, den Beschluß selbständig, ja gegen den Willen seines Ministers gefaßt zu haben.“

Montgelas gelang es innerhalb eines Jahres, die meisten Gewährsleute Österreichs bei Hof auszuschalten, die ausführlich über Vorgänge in der Geheimen Staatskonferenz (das ist der Name der Treffen der Minister mit Max Joseph und anfangs auch Wilhelm in Bayern) und den Ministerien nach Wien berichtet hatten.
Mit Russland musste die durch Prinz Wilhelms überhastete Auflösung des Malteserordens (Zar Paul I. war seit 1798 dessen Großmeister) unmittelbar nach dem Tod Karl Theodors gestörte Beziehung wieder normalisiert werden, was Montgelas zwar durch Rücknahme der Ordensauflösung und Eintritt Bayerns in die antifranzösische Koalition im Vertrag von Gattschina am 1. Oktober 1799 gelang, was aber andererseits die ungünstige Notwendigkeit des Bruchs mit Frankreich und der Abberufung Cettos aus Paris zur Folge hatte. Es konnte jedoch eine Garantie des Besitzstandes Bayerns und seiner Entschädigungsansprüche für die verlorenen linksrheinischen Gebiete durch Russland erreicht werden. In zwei Subsidienverträgen mit England erhielt Bayern Zahlungen für eine Truppenverstärkung und ebenfalls Garantien seines territorialen Besitzstandes.

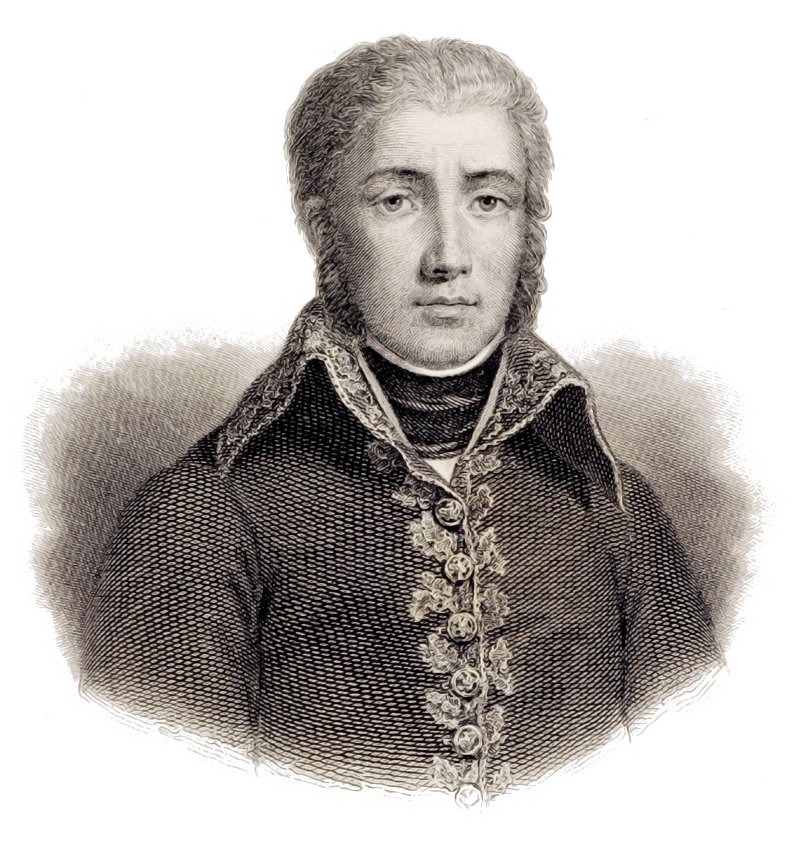
Jean-Victor Moreau

Anfeindung erfuhr Montgelas nicht bloß naturgemäß von Anhängern Österreichs in Bayern, sondern ab 1800 vehement auch von der Gegenseite, den Anhängern Frankreichs. Seit dem Einzug Moreaus in München am 28. Juni 1800 und dem günstigen Eindruck, den das disziplinierte Verhalten seiner Truppen hervorrief, verstärkte sich der Druck großer Teile der Bevölkerung und einflussreicher Kreise, Bayern möge sich von Österreich abwenden und im Bündnis mit Frankreich sein Heil suchen. Es rief einen schlechten Eindruck hervor, dass der Hof mit Montgelas vor den Franzosen über Landshut nach Amberg geflohen war. Man sah in Montgelas das Haupthindernis für einen Frieden mit Frankreich. Frühere Mitarbeiter Montgelas’ wie Käser und Cetto gehörten nun zu seinen schärfsten Kritikern.
In dieser ersten großen Krisensituation seiner Amtszeit zeigte sich Max Joseph unter der großen Belastung unsicher und auch Montgelas taktierte zunächst. Gegenüber Österreich und England sondierte er verblüffenderweise sogar Tauschpläne für Bayern. Faktisch behielt er seine antifranzösische Bündnispolitik mit England und Russland bei und lehnte Moreau gegenüber einen Sonderfrieden für Bayern mit Frankreich ab. In späteren Rechtfertigungsschriften führte Montgelas als Hauptgrund an, dass es 1800, als der Kriegsausgang noch nicht völlig absehbar war und sowohl französische wie österreichische Truppen in Bayern standen, nicht gewährleistet war, dass Frankreich gegen alle anderen europäischen Großmächte die Existenz Bayerns sichern konnte.
Erst nach dem Waffenstillstand von Hohenlinden vom 20. September 1800, in dem Österreich ohne Konsultationen Frankreich Ansprüche auf die bayerische Artillerie und die Landesfestung Ingolstadt zugestand, änderte Montgelas seine Politik. Er erkannte sich anbahnende innenpolitische Machtkämpfe in Wien, die zu einer Abkehr von einer strikt frankreichfeindlichen Politik führen konnten und sondierte ab Ende September 1800 bei Preußen und England seine Bewegungsspielräume. Russland war im Begriff aus der antifranzösischen Koalition auszuscheren. Ab Ende November 1800 verhandelte Cetto wieder in Paris mit Frankreich über die französisch-bayerischen Verhältnisse und Entschädigungsansprüche.
Nach der vernichtenden Niederlage der Österreicher in der Schlacht bei Hohenlinden am 3. Dezember 1800 und dem Frieden von Luneville war es für einen Separatfrieden zu spät. Doch kam durch Cetto am 24. August 1801 ein Vertrag mit Frankreich zustande, der Bayern die rechtsrheinischen Gebiete der Wittelsbacher und angemessene Entschädigungen für die linksrheinischen zusagte und der noch im September 1801 ratifiziert wurde. Zum ersten Mal trat hier klar die Neigung Montgelas zutage, existentielle Fragen für Bayern wenn irgend möglich erst definitiv zu entscheiden, wenn die Kräfteverhältnisse der Großmächte in Europa so klar wie möglich beurteilt werden konnten. Nun verfolgte er in der Außenpolitik wieder eine klare Linie, die immer mehr auf ein Bündnis mit Frankreich hinsteuerte, um österreichische Absichten auf große Teile Bayerns zur Entschädigung des Großherzogs Ferdinand III. von Toscana für den Verlust seines Territoriums an Frankreich infolge der verlorenen Schlacht von Marengo zu vereiteln.
Im März 1801 zog Moreau aus Bayern ab und der Hof kehrte von Bayreuth, wo er zuletzt Zuflucht gesucht hatte, wieder nach München zurück. Erst jetzt konnte die dringend erforderliche Konsolidierung der Verwaltung und Finanzen Bayerns nachdrücklich in Angriff genommen werden.

#### 1802–1805
Ab Ende 1801 wurde konkret über die Entschädigung Bayerns für seine an Frankreich gefallenen linksrheinischen Gebiete zwischen Frankreich, Preußen, Russland und Österreich verhandelt. Preußen verzichtete auf Ansprüche auf Würzburg und Bamberg, Österreich forderte zeitweise Bayern bis zum Lech, hoffte aber mindestens auf alle Gebiete rechts des Inns, Russland opponierte dagegen Bayern zum Ausgleich dafür bis Württemberg zu verschieben und Bayern legte Wert darauf auch das Hochstift Passau, die Fürstabtei Kempten und Teile Schwabens zu erhalten. Am Ende des Tauziehens stand ein von Frankreich und Russland erarbeiteter Plan, der 1802 in Abmachungen zwischen Frankreich und Bayern und bis auf kleinere Korrekturen im Februar 1803 letztendlich in den Reichsdeputationshauptschluss einging.
Das Verdienst am Zustandekommen vieler für Bayern günstiger Regelungen kam dabei unbestritten Cetto zu, der sich bietende Gelegenheiten schnell nutzte, während Montgelas nicht einseitig auf Frankreich zu setzen bereit war und weiter mit Österreich zu einem Ausgleich kommen wollte. So war Montgelas zur Abtretung der Gebiete östlich des Inns an Österreich noch zu einer Zeit bereit, als Frankreich bereits von solchen Zugeständnissen entschieden abriet. Montgelas’ Bereitschaft auf den Inndistrikt als unruhiges Grenzland verzichten zu wollen, überzeugt angesichts der Argumente gegen die Aufgabe eines angestammten Landesteils mit seinen einträglichen Salzproduktionsstätten wenig und bleibt undurchsichtig, zumal er dabei eindeutig falsche Behauptungen aufstellte wie die der Unterstützung Preußens für diese Abtretung. Zuletzt wandte sich auch Max Joseph am 15. Juni 1802 gegen Montgelas und stimmte Cetto bei. Danach schwenkte Montgelas ebenfalls auf diese Linie ein und erreichte für die ganz zuletzt erfolgte Abtretung des Hochstifts Eichstätt an Erzherzog Johann die Zusage, dass die weltlichen deutschen Staaten alle Klöster aufheben und deren Besitz einziehen durften.
Mit dem Zugewinn der Hochstifte Würzburg, Bamberg, Augsburg und Freising, Teilen von Schwaben und vielen kleineren Gebieten, Reichsabteien und Reichsstädten zeichnete sich 1803 im Großen bereits das Gebiet ab, das seit dem Wiener Kongress den Flächenstaat Bayern ausmacht. Allerdings musste Max Joseph im Gegenzug zugunsten Badens auf die rechtsrheinische Pfalz mit Mannheim und Heidelberg verzichten. Weil Markgraf Karl Friedrich vorzeitig das Mannheimer Schloss durch badische Truppen besetzen ließ, wäre es darüber fast noch zu einem militärischen Konflikt gekommen, weil Max Joseph daraufhin bayerische Truppen in Marsch setzte. Montgelas verhinderte diesen und erreichte auf diplomatischem Wege mit dem badischen Minister Georg Ludwig Freiherr von Edelsheim eine gütliche Beilegung des Konflikts und die Überführung der Gemäldesammlung Herzog Karl Augusts nach München, wo sie den Grundstock für die spätere Alte Pinakothek bildete.
Die Zensur wurde 1799 wesentlich gelockert und 1803 abgeschafft. In der Verordnung vom 13. Juni 1803 blieb jedoch die Pressefreiheit hinsichtlich politischer Artikel eingeschränkt, die vor ihrer Veröffentlichung vom Außenministerium geprüft werden mussten. Der Sinn dieser Maßnahme war, dass damals noch vielfach davon ausgegangen wurde, dass Artikel die Meinung der Regierung wiedergäben und daher für die Außenpolitik schädliche Konsequenzen haben konnten. Ab etwa 1808 protestierte etwa Frankreich immer schärfer gegen unerwünschte Zeitungsmeldungen. Montgelas hat sich während seiner Regierung zur Beeinflussung der öffentlichen Meinung regelmäßig der Presse bedient und Artikel in seinem Sinn veranlasst. Montgelas gründete 1815 sogar, um in deren Artikeln die Politik Bayerns zu rechtfertigen, anonym eine eigene Zeitung, die nach seinem Sturz wieder eingestellt wurde.
1804/05 wurde er an die Spitze einer Kommission bestellt, die als Reaktion auf die napoleonischen Volksheere auch für Bayern die allgemeine Wehrpflicht als Ersatz des untauglich gewordenen Söldnerheeres einführte. Ab 7. Januar 1805 galt eine achtjährige Dienstzeit, von der aber viele Gruppen befreit waren, 1809 wurden die Wehrpflicht auf sechs Jahre verkürzt und infolge der Konstitution die Ausnahmen reduziert. Die Zuständigkeit für die Konskription lag bei Montgelas’ Außenministerium.
Nach drei friedlichen Jahren zeichnete sich 1804 der nächste europäische Krieg ab. Obwohl für Bayern ein Bündnis mit Frankreich zu diesem Zeitpunkt vorteilhaft war und von Russland, Preußen und England weniger erwartet werden konnte – Österreich verhielt sich weiter als Gegner – zögerte Montgelas bei einer eindeutigen Hinwendung zu Napoleon. Zwei Mal riet er Max Joseph von Reisen zu Napoleon (nach Mainz und zur Kaiserkrönung nach Paris) ab, die diese Hinwendung offen demonstriert hätten. Außer der Sorge, wie die anderen europäischen Mächte auf eine solche Bindung Bayerns an Frankreich reagieren würden, hegte er auch Bedenken hinsichtlich der Dauerhaftigkeit von Napoleons Erfolgen und Herrschaft. Besonders Russland war als zweite Garantiemacht des Reichsdeputationshauptschlusses für Bayern bei der Regelung von Streitigkeiten wichtig. Eine neutrale Haltung wie die Preußens wäre von diesem wie natürlich auch von Österreich nicht hingenommen worden.
Frankreich hingegen drängte seit Ende 1804 auf ein Bündnis mit Bayern und lehnte ebenfalls die von Max Joseph favorisierte Neutralität strikt ab. Russland und Österreich schlossen am 5. November 1804 eine Allianz gegen Frankreich. In den folgenden Monaten verständigten sich Frankreich und Bayern heimlich auf einen Bündnisvertrag, in dem Bayern u. a. die französischen Ansprüche in Italien unterstützte und Frankreich Bayern eine territoriale Abrundung (es gab 1805 noch zahlreiche österreichische und preußische Enklaven in Bayern) und österreichische Gebiete in Schwaben zusicherte. Er wurde am 25. August 1805 im Bogenhausener Anwesen Montgelas’ unterzeichnet, aber auf den 24. August 1805 vordatiert.
Die österreichischen Truppen eröffneten den dritten Koalitionskrieg am 27. August 1805 und standen Anfang September 1805 am Inn. Wie schon 1799/1800 war Max Joseph dem Druck kaum gewachsen. Die französischen Truppen waren zwar auf dem Weg nach Bayern, trafen dort aber erst im Oktober 1805 ein. Montgelas und Frankreich mussten auf Zeit spielen. Max Joseph schrieb an den französischen Gesandten Louis-Guillaume Otto, Comte des Mosloy, den Unterhändler des Bogenhausener Vertrags:

„[…] die Österreicher haben ihre Pontons schon längs des Inn bereitgelegt. Ich erwarte jeden Augenblick ihren Einmarsch in Bayern. Ich zweifle nicht, daß Buol, der österreichische Minister, mich fragen wird, ob ich für oder gegen sie sein will. Wenn ich ihm antworte, daß ich einen Bündnisvertrag mit Frankreich geschlossen habe, sind meine Truppen und mein Land verloren.“

Am 6. September 1805 traf überraschend Karl Philipp Fürst zu Schwarzenberg mit einem Schreiben Kaiser Franz II. in Nymphenburg ein, worin auch im Namen Russlands die Eingliederung der bayerischen Truppen in die österreichische Armee gefordert wurde. Am nächsten Abend signalisierte Max Joseph nach Beratung mit Montgelas an Schwarzenberg, dass dieser mit Montgelas seine Entscheidung und die Einzelheiten dazu besprechen solle. Montgelas forderte am 8. August 1805 von Schwarzenberg, dass die bayerischen Truppen ein von den österreichischen getrenntes Korps bilden sollten, was Schwarzenberg ablehnte. Der französische Gesandte Otto war über das offenbare Abfallen vom Bündnisvertrag sehr aufgebracht, arbeitete aber mit Montgelas weiter konstruktiv zusammen und beide stimmten den Kurfürsten durch getrennte Schreiben letztlich wieder um, wobei Montgelas seinem Memorandum an den Kurfürsten ein Rücktrittsgesuch anfügte:

„Eine äußerst zweitrangige Frage ist die Person des Ministers, der in dieser Angelegenheit nur nach den präzisen und wiederholten Befehlen Euerer Kurf. Durchl. und deren förmlichen Entschließungen zu jedem einzelnen Punkt gehandelt hat. Er befindet sich notwendigerweise in einer sehr schwierigen Situation gegenüber den verschiedenen Mächten, wenn eine solche Enthüllung stattfindet (was unvermeidlich ist). Es wird ihm niemals möglich sein, gegenüber auch nur einer dieser Mächte jemals den Grad des Vertrauens zurückzuerlangen, der nötig ist, um seinen Dienst gut zu versehen. Dies zwingt ihn, seine Versetzung in andere Funktionen zu erbitten, die ihn von jedem Kontakt mit der Außenpolitik entfernen…“

Noch am 8. September 1805 antwortete Max Joseph dem französischen Gesandten, dass er sofort nach Würzburg abreisen und keinerlei Abkommen mit Österreich schließen werde. Ein günstiger Nebeneffekt des Schwankens von Max Joseph war, dass Österreich erst jetzt etwas von dem geplanten Bündniswechsel Bayerns bemerkte und Bayern seine Truppen (etwa 20000 Mann) größtenteils unbehelligt nördlich der Donau im Raum Amberg dem österreichischen Zugriff entziehen konnte.

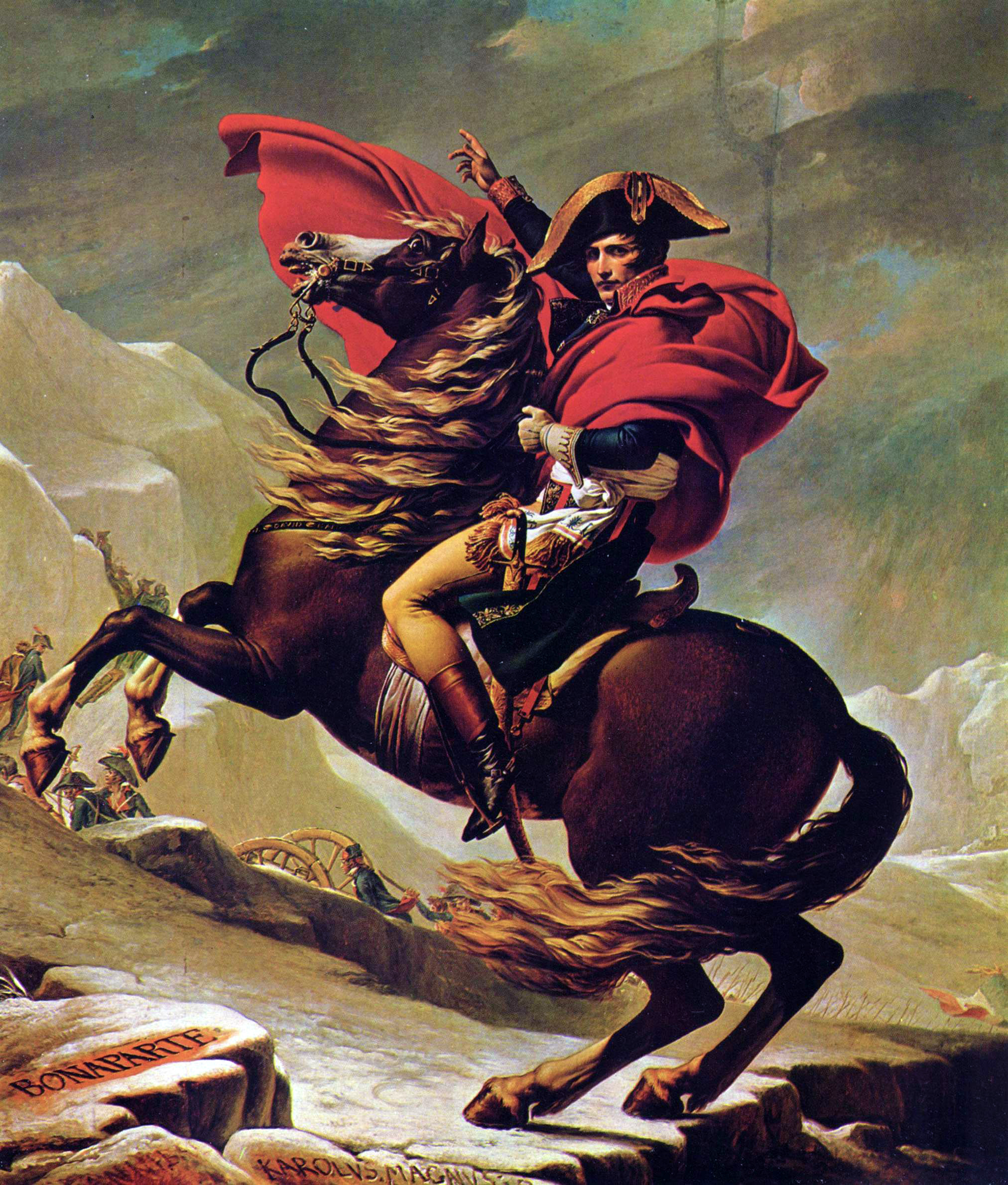
Bonaparte beim Überschreiten der Alpen am Großen Sankt Bernhard (Gemälde von Jacques-Louis David, 1800)

Nun wurde Österreich wieder diplomatisch aktiv und Graf Johann Rudolf von Buol-Schauenstein bot Bayern immer weiter reichende Zugeständnisse für den Fall eines Zusammengehens an. Die Haltung Max Josephs wurde von diplomatischen Beobachtern noch immer als schwankend eingeschätzt und vor allem die frankreichfeindliche und österreichfreundliche Haltung der Kurfürstin galt als weiterer Unsicherheitsfaktor. Der französische Gesandte Otto berichtete aus Würzburg:

„Auf unserer Seite ist die große Mehrheit der Zivilbeamten, der Armee und des Volkes. Gegen uns stehen die Ängstlichkeit des Fürsten, die Weichheit des Hofes und vor allem die Tränen der Frau Kurfürstin.“

Montgelas beriet sich laufend mit Otto, aber ebenso mit Buol (was Otto wohl mit „Weichheit des Hofes“ beschrieb) und wartete immer noch ab, zu wessen Gunsten sich die Lage entwickelte. Max Joseph stand jedoch nun fest zum Bogenhausener Vertrag mit Frankreich. Nachdem Baden und Württemberg sich mit Napoleon verbündet hatten, ratifizierte er ihn am 28. September 1805, wobei der Vertrag offiziell auf „Würzburg, 23. September 1805“ datiert wurde, um ihn als Folge der österreichischen Besetzung Bayerns erscheinen zu lassen.

#### 1806–1813
Montgelas strebte nach dem Bündniswechsel ein souveränes Bayern und die Auflösung des Heiligen Römischen Reiches (HRR) an. Besonders wichtig waren ihm die Abschaffung der Reichsritterschaft und die Oberhoheit über die Post in Bayern, die als Thurn und Taxissche Kaiserliche Reichspost bis dahin unter österreichischer Kontrolle gestanden hatte – was bedeutete, dass vertrauliche Informationen immer mit eigenen Kurieren befördert werden mussten, da die Post Briefe gewohnheitsmäßig öffnete. Dem standen Napoleons Pläne für den Rheinbund als starkes deutsches Bündnis neben Preußen und Österreich entgegen. Montgelas wollte hingegen nur ein lockeres Bündnis souveräner deutscher Mittelstaaten und auch Württemberg widersetzte sich zunächst einem Bund unter dem Protektorat Frankreichs. In Bayern opponierten vor allem Kronprinz Ludwig und Gravenreuth gegen diese Strategie, scheiterten jedoch an Max Joseph, der fest zu Montgelas und seinem außenpolitischen System hielt. Die machtpolitischen Realitäten und ihre Abhängigkeit von Frankreich nötigten jedoch die süddeutschen Staaten Baden, Württemberg und Bayern schließlich, den französischen Plänen zuzustimmen. Am 25. Juli 1806 ratifizierten sechzehn deutsche Mittel- und Kleinstaaten die Rheinbundakte und traten am 1. August 1806 aus dem Deutschen Reich aus. Am 6. August 1806 legte Franz II. nach einem Ultimatum Napoleons die Kaiserkrone des HRR nieder, womit es offiziell endete.
Für die Mittelstaaten wie Bayern brachte der Rheinbund weitere Vorteile bei der Abrundung ihrer Territorien und der Souveränität über alte Reichsstrukturen. So kamen etwa Nürnberg und Regensburg nun auch zu Bayern. Nach der Niederlage Preußens im vierten Koalitionskrieg traten bis 1808 auch die meisten Staaten dem Rheinbund bei, die bisher zur preußischen Neutralitätszone gehört hatten. Über ein Militärbündnis mit Frankreich kam der Rheinbund aufgrund der unterschiedlichen Interessenlage seiner Mitglieder und Frankreichs nie hinaus. Beispielsweise erließ Bayern 1808 seine Konstitution in für Montgelas bemerkenswerter Eile ausdrücklich, um einer Verfassungsregelung durch den Rheinbund zuvorzukommen.
Nach dem Frieden von Schönbrunn wurden als Folge des fünften Koalitionskriegs 1809 erneut Details der europäischen Landkarte verändert. Bayern musste westliche Teile Schwabens, darunter Ravensburg und Ulm wieder an Württemberg zurückgeben (die damals festgelegte Grenze wurde seitdem nicht mehr verändert), verlor Südtirol an Frankreich und erhielt Würzburg wieder zurück, wobei die Grenze zum Schweinfurter Raum, der dem Habsburger Großherzog Ferdinand von Würzburg unterstellt wurde, Gegenstand zäher Verhandlungen war. Ab Ende 1809 weilte Max Joseph deswegen in Paris, Mitte Januar 1810 stieß Montgelas dazu. Ende Februar 1810 kehrte der König nach München zurück, während Montgelas seine Abreise bis Ende Mai 1810 hinauszögerte, als auch die Grenzregelung für Würzburg fest stand.
Bezeichnender als jede Schilderung der Aktivitäten Montgelas ist für die bestimmende Rolle, die er damals in der bayerischen Politik einnahm, die Lähmung der Verwaltung, die die Abwesenheit des dreifachen Ministers hervorrief. Von April bis Mai 1810 häuften sich die Aufforderungen Max Josephs zur Rückkehr.

„Harnier, der schon im April gemeldet hatte, der König erwarte seinen Minister bestimmt am 10. April, meinte, ‚die unerschütterliche Leichtigkeit des Ministers, die Dinge zu sehen und zu präsentieren‘ könne der König gerade gegenwärtig nicht entbehren. Noch nie habe man sich so deutlich überzeugen können, bis zu welchem Punkt es dem Minister gelungen sei, sich zur Seele der bayerischen Regierung zu machen.“

Obwohl Max Joseph über seinen Minister in dieser Zeit sogar öffentlich schimpfte, widersetzte er sich gleichzeitig allen Intrigen gegen Montgelas.
Für die weitere Politik Bayerns bedeutsam sind die Eindrücke, die Montgelas in Paris in der Zeit der Heirat Napoleons mit Marie-Louise von Österreich empfing und die die seit den Schwierigkeiten Napoleons in Portugal und Spanien aufgekommenen Zweifel an der Fortdauer von Napoleons europäischer Machtposition bestärkten. Seit dem Dekret von Trianon am 5. August 1810 musste Bayern seine liberale Zollordnung aufgeben und hohe Einfuhrzölle gegen Waren aus England, Amerika und Spanien erheben. Der drastische Rückgang der Ein- und Ausfuhren durch die Kontinentalsperre ließ in der Bevölkerung die Stimmung zu Ungunsten Frankreichs umschlagen. Beschwerden Montgelas bei der Pariser Regierung führten lediglich zu einem raschen Wechsel der französischen Botschafter in Bayern, die Napoleon zu bayernfreundlich agierten. Immerhin erreichte Montgelas die Rücknahme einer französischen Forderung von 11 Mio. Gulden für das Innviertel. Dem von Frankreich ebenfalls geforderten Handelsverbot mit Österreich widersetzte Montgelas sich erfolgreich.
Ab 1810 rückte Zar Alexander von dem Bündnis mit Frankreich ab und auch Bayern musste seine inzwischen wieder guten Beziehungen zu Russland unterbrechen. Anfang 1811 entschloss sich Napoleon zum Angriff auf Russland, das die Kontinentalsperre missachtete. Der Nachfolger Johann Wilhelm Freiherr von Hompeschs in der Gunst Ernestines, der russische Gesandte Fürst Iwan Iwanowitsch Barjatinski verließ München (und Ernestine) entgegen damaliger diplomatischer Gepflogenheiten erst mitten im Krieg von 1812, was nur ohne nennenswerte diplomatische Verstimmungen abging, weil Montgelas zwischen dem freundschaftlichen privaten Dreiecksverhältnis und der offiziellen Diplomatie streng zu unterscheiden wusste. Die Trennung stürzte Ernestine in eine psychosomatische Krise.
Bayern musste zunehmend Truppenteile für die Kriegsvorbereitungen Napoleons abstellen und für den Durchzug von napoleonischen Truppen aus Italien sorgen, wozu gehörte, dass es die Tiroler anzuweisen hatte, mitten im Winter Anfang 1812 am Brenner den Schnee zu räumen. Der Russlandfeldzug kostete Bayern fast sein gesamtes Heer von etwa 30.000 Mann und verstärkte nicht nur bei Montgelas die Neigung zur Loslösung Bayerns von Frankreich. Wegen der von Montgelas und Max Joseph immer sorgfältig beachteten Volksstimmung befürchtete Montgelas Unruhen vor allem in Tirol, Vorarlberg und Franken. Allerdings konnte man durch die allgemeine Wehrpflicht das Heer schnell wieder neu aufbauen. Anfang 1813 standen russische Truppen im Hofer Land und Montgelas widersetzte sich unter Hinweis auf die direkte Bedrohung Bayerns den Forderungen Napoleons ihm die neu aufgebauten Truppen zu unterstellen.

#### 1813–1817

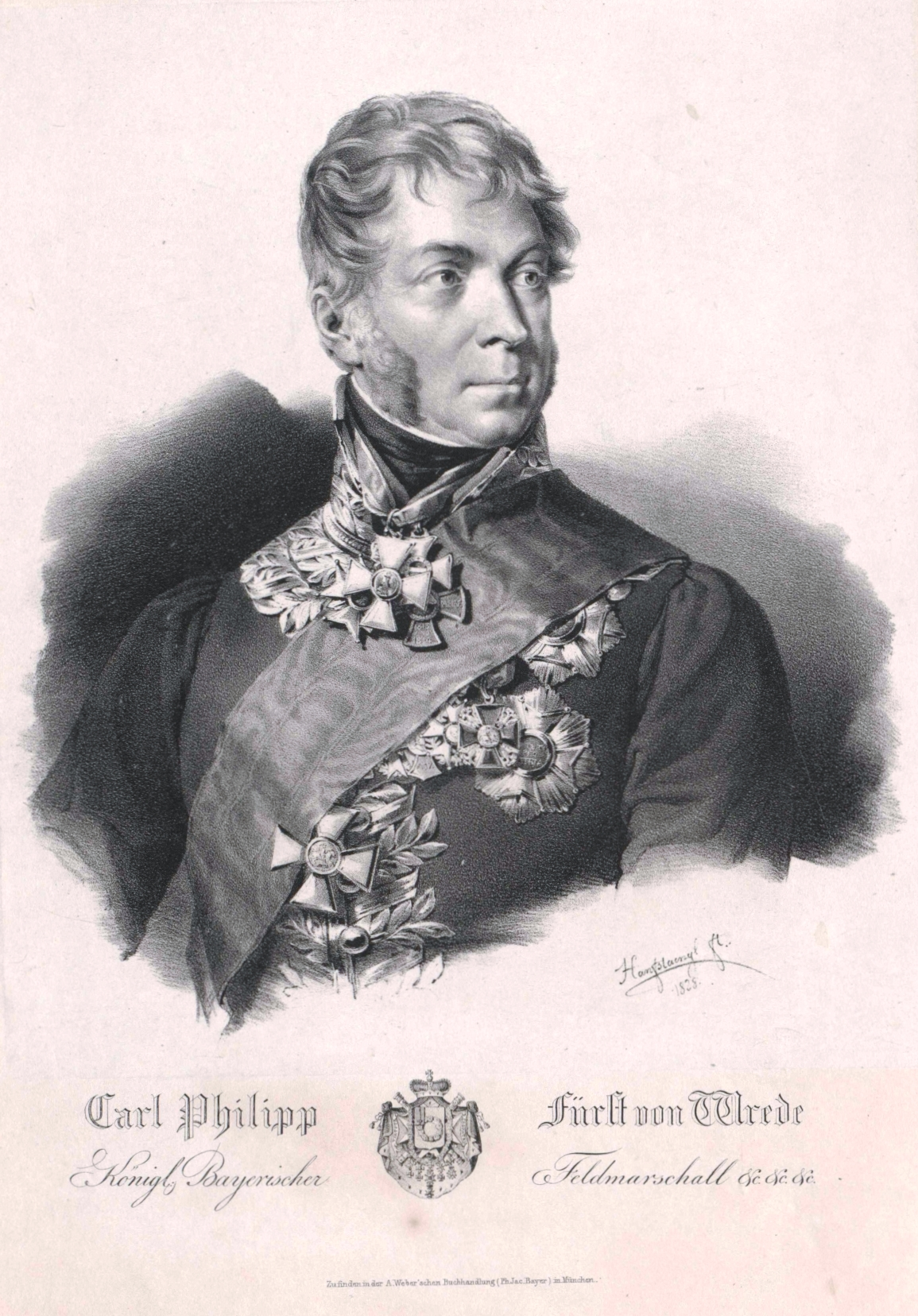
Carl Philipp von Wrede (Lithographie von Franz Hanfstaengl, 1828)

Neben Montgelas war Carl Philipp von Wrede eine treibende Kraft des Abfalls von Frankreich, der ab März 1813 konkret eingeleitet wurde. Anfangs strebten Regierung und König mit Unterstützung des Kronprinzen für Bayern die Neutralität an. Während Preußen dies ablehnte, kam Österreich unter Klemens Wenzel Lothar von Metternich Bayern sehr weit entgegen und garantierte trotz Gebietsrückforderungen einen insgesamt ungeschmälerten Bestand. Allerdings wurde schnell offenbar, dass Österreich im Begriff war seine Neutralität aufzugeben und einem Bündnis mit Preußen und Russland gegen Frankreich beizutreten. Die Denkschriften, die Montgelas in diesem Zusammenhang verfasste, zeigen, dass ab Mai 1813 Montgelas einen Frontenwechsel Bayerns gegen Napoleon für geboten hielt. Die militärischen Erfolge Napoleons in der ersten Jahreshälfte 1813 ließen jedoch nicht nur bei Montgelas wieder Bedenken aufkommen, sondern verhinderten nachhaltig, dass es ihm gelang, Max Joseph von der Notwendigkeit eines Bündniswechsels zu überzeugen. Anders als der erfolglos sehr direkt den Frontenwechsel fordernde Kronprinz wählte Montgelas sein bekanntes Verfahren des langatmigen Abwägens des Für und Wider aller zu beachtenden Umstände und ließ seine eigene Überzeugung nur indirekt anklingen.

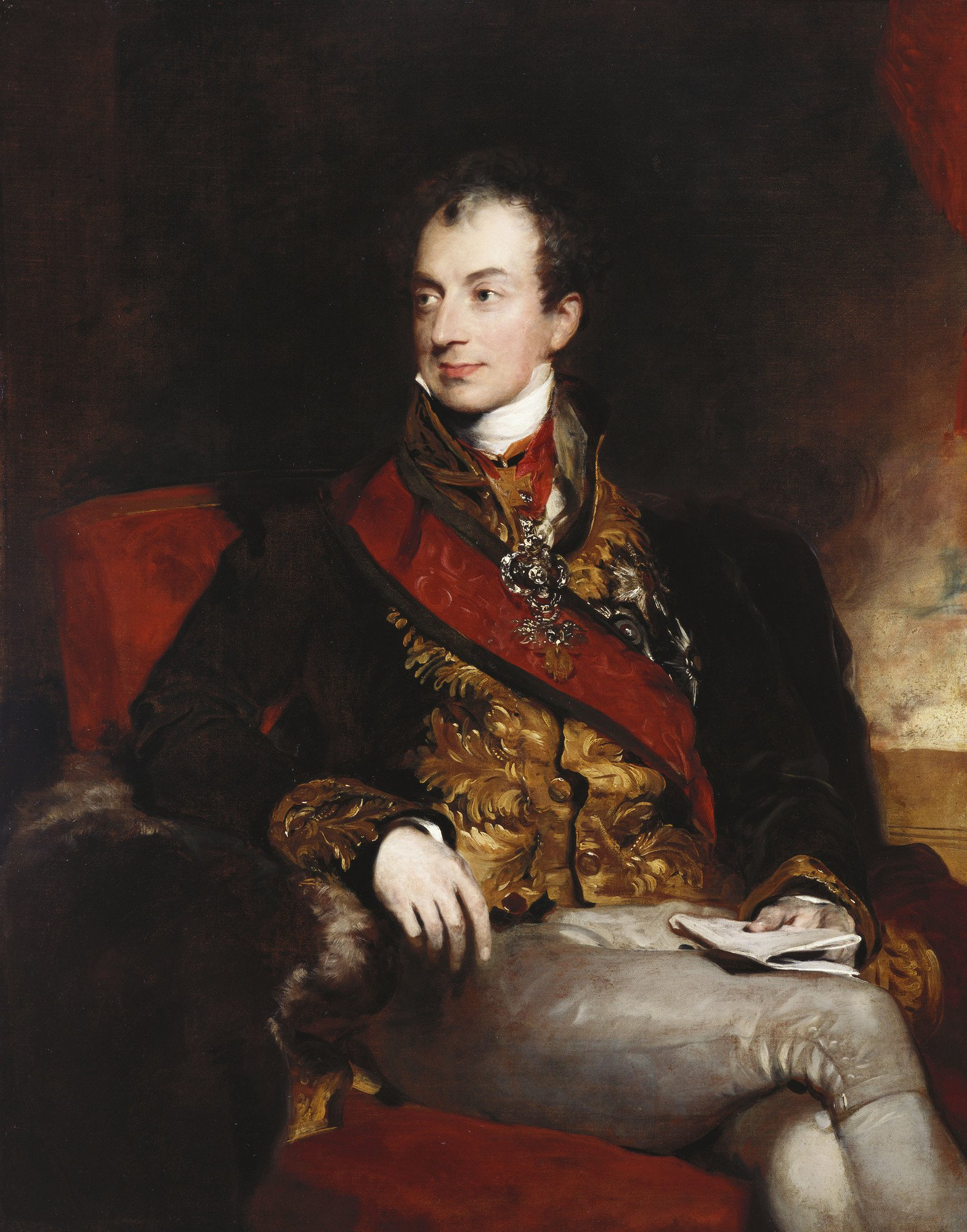
Clemens Wenzel von Metternich (Gemälde von Thomas Lawrence ca. 1820–1825)

Nach dem Kriegseintritt Österreichs gegen Frankreich am 11. August 1813 standen wieder österreichische und bayerische Truppen sich am Inn gegenüber, doch verhandelten der österreichische General Prinz von Reuß und Wrede unablässig. Dennoch wurde es immer schwieriger die immer neuen Forderungen Max Josephs nach genauer Garantie der Entschädigungen für die Rückgabe der österreichischen Gebiete den Alliierten zu vermitteln. Das erste Zeichen des Bündniswechsels war eine Note an Russland, die vorsichtig entsprechende Überlegungen andeutete und abgeschickt wurde, nachdem Mitte September 1813 die Niederlage Michel Neys bei Dennewitz bekannt wurde. Danach stimmte Max Joseph am 20. September 1813 einer Neutralitätserklärung zu, die zwar den Bruch mit Frankreich enthielt, in der damaligen Lage aber von den Alliierten nicht mehr als ausreichend akzeptiert wurde. Metternich forderte am 27. September 1813 ultimativ den sofortigen Bündniswechsel Bayerns auf die Seite der Alliierten. Am 7. Oktober 1813 brachten ein erneutes Ultimatum Reuß’ am nächsten Tag in Bayern einzumarschieren und geballte mehrstündige Überzeugungsarbeit Wredes und Montgelas’ in dessen Bogenhausener Anwesen Max Joseph schließlich dazu gegen seine Überzeugung den ausgehandelten Vertragsentwurf zu unterzeichnen.
Am 8. Oktober wurde der Vertrag von Ried unterzeichnet, mit dem Bayern aus dem Rheinbund aus- und an der Seite der Alliierten in den Krieg gegen Napoleon eintrat. Bei einem Aufenthalt Max Josephs und Montgelas’ Mitte November im alliierten Hauptquartier in Mainz wurde der Vertrag mit Österreich, Russland und Preußen ratifiziert. Er enthielt auch die Vereinbarung eines dauerhaften Friedens zwischen Österreich und Bayern – eine durch Metternich eingeleitete Neuorientierung der österreichischen Politik, an die Max Joseph aufgrund der prägenden Erfahrungen seiner früheren Jahre nicht glauben konnte: „Wir gewinnen bei all dem nur, von Frankreich unabhängig zu werden, wobei wir wieder unter das österreichische Joch geraten.“
Auf die Völkerschlacht von Leipzig folgte eine mehrjährige Periode der Umgestaltung Europas, die zunächst von Uneinigkeit der Alliierten über das weitere Vorgehen gegen Frankreich geprägt war. Erst Ende 1813 entschlossen sie sich zum Einmarsch in Frankreich, wobei Wrede eine treibende Haltung einnahm, nachdem er einige von Bayern beanspruchte Gebiete rasch besetzt hatte. Nach der Niederlage Napoleons und dem Frieden von Paris im Mai 1814 kam es am 3. Juni 1814 zum Pariser Vertrag zwischen Bayern und Österreich, in dem Bayern für die Abtretung von Tirol und Vorarlberg im Gegenzug Würzburg (erneut) und Aschaffenburg erhielt. Bayerische Ansprüche auf Mainz wurden in Form einer gemeinsamen Verwaltung offengelassen, da auch Preußen darauf Ansprüche erhob.
Verhandlungsführer für Bayern war dabei Wrede, der sich zwar selbst als diplomatisch unerfahren einschätzte, von Montgelas aber vorgeschlagen worden war. Vermutlich ging Montgelas bereits davon aus, dass die endgültige Neuorganisation Europas noch längere Zeit in Anspruch nehmen werde und er war darüber hinaus durch seine bisherige frankreichfreundliche Einstellung belastet. Strategisch stimmte er in dieser Zeit mit Metternich darin überein, dass gegenüber Preußen und Russland durch die Wiederherstellung eines starken Frankreich ein Gegengewicht geschaffen werden sollte. Montgelas erteilte Wrede genaue Instruktionen und dieser verhielt sich in dieser Zeit ihm gegenüber loyal. Ab 1814 versuchte auch der ungestüme Kronprinz Ludwig Einfluss auf die bayerische Politik zu nehmen, wurde aber von seinem Vater zunächst zurückgehalten.

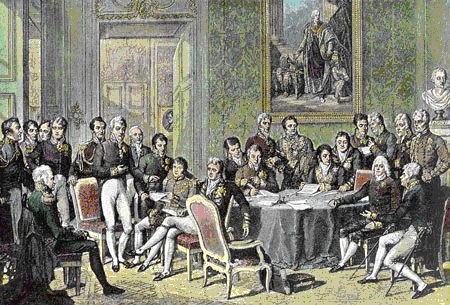
Delegierte des Wiener Kongresses (zeitgenössischer Kupferstich (koloriert) von Jean Godefroy nach dem Gemälde von Jean-Baptiste Isabey)

Auch beim Wiener Kongress vertrat zunächst Wrede Bayern; Montgelas mied im Gegensatz zu Max Joseph Wien und versorgte ihn nur mit ausführlichen Instruktionen aus München. Als Gründe für diese Entscheidung nannte er unter anderem die Ressentiments nach seiner früheren Bündnispolitik mit Frankreich, die Notwendigkeit sich um die Konsolidierung der bayerischen Finanzen kümmern zu müssen und seine Gesundheit. In seinen Denkwürdigkeiten beschreibt er seine damalige Verweigerung als Fehler. Dass er auch Max Josephs drängenden Bitten, ihn mit seiner Sachkenntnis in dem verwirrenden diplomatischen Tauziehen zu unterstützen nicht nachgab, dürfte einer der Gründe für seine spätere Entlassung gewesen sein. Durch Montgelas verantwortungsscheu wirkende Zurückhaltung traten andere Personen in den Vordergrund wie Wrede, Rechberg, Zentner und Adam von Aretin, was wesentlich zur Schwächung seiner Machtposition beitrug.
Montgelas’ Festhalten an der Idee eines international souveränen Bayerns stand während und nach dem Wiener Kongress in krassem Gegensatz zu der Politik der Großmächte, die Europa einen tragfähigen Frieden quasi diktieren wollten, sowie zu ersten Ansätzen zu einer deutschen Bundeslösung mit beschränkter Souveränität seiner Einzelstaaten. Obwohl die deutsch-nationale Strömung zunächst nur in die Deutsche Bundesakte vom 8. Juni 1815 mündete, entsprach sie doch einer aufkeimenden romantisch-nationalistischen Grundhaltung in der Bevölkerung. Rechberg konnte zwar letztlich die Souveränität der Einzelstaaten im Deutschen Bund wegen des Interesses Metternichs an einer Schwächung Preußens verankern, doch erhielt er die zögerlichen Instruktionen Montgelas’ zu seiner Verhandlungsführung meist viel zu spät und oft erst, nachdem die Verhandlungen längst inhaltlich darüber hinaus gediehen waren.
Der problematische Kernpunkt der noch offenen bayerischen Gebietsforderungen war, dass sein Staatsgebiet territorial zusammenhängend bleiben müsse. Zwischenzeitlich sah ein von den Großmächten gebilligter bayerisch-österreichischer Vertragsentwurf vom 23. April 1815 vor, dass Bayern für das Inn- und Hausruckviertel und Salzburg Gebiete im Westen Deutschlands erhalten sollte, die allerdings Baden, Württemberg und Hessen-Darmstadt abtreten hätten müssen. Der territoriale Zusammenhang war letztlich angesichts der politischen Realitäten und Machtverhältnisse nicht durchsetzbar und führte zu einer zunehmenden Verärgerung der anderen Mächte gegenüber Bayern.
Während Napoleons Rückkehr von Elba übernahm Rechberg die Delegiertenrolle von Wrede, der zu den Truppen zurückkehrte. Die endgültige Einigung mit Österreich erfolgte in direkten Verhandlungen mit Rechberg und Montgelas in München und unter ultimativen Drohungen der Großmächte. Zwischenzeitlich hat auch Kronprinz Ludwig im Januar 1816 in Mailand in direkten Gesprächen mit Kaiser Franz I. vergeblich größere Zugeständnisse für Bayern zu erreichen versucht. Zuletzt erhielt Bayern die linksrheinische Pfalz, Gebiete um Fulda und Grenzgebiete zu Hessen bzw. Böhmen für die an Österreich abgetretenen Gebiete im Osten. Montgelas wusste, dass dieser Vertrag in Bayern Kritik hervorrufen würde und es kam zu einem skurrilen Streit mit Rechberg, wer den Vertrag unterzeichnen sollte, der schließlich darin mündete, dass beide am 14. April 1816 diesen Münchener Vertrag unterschrieben.
Mit seinem Unverständnis für die historischen Verschiebungen geriet Montgelas zunehmend in Isolation und Konflikt zu anderen Politikern in Bayern. „Man will unbedingt, daß die deutsche Nation ein starkes Volk wird, und wenn man sie hierzu machen will, so würde man beginnen, sie durch den Feuerofen der Vernichtung zu führen.“ Bayerns Politik begegneten deswegen nicht nur seine süddeutschen Nachbarstaaten mit Misstrauen. Der Deutschen Bundesakte hatte er nur zugestimmt, weil er die Unterstützung der Großmächte für die bayerischen Territorialforderungen benötigte. Er hoffte, den Deutschen Bund im Bundestag in Frankfurt am Main ausreichend in seinem Sinne beeinflussen zu können und glaubte nicht, dass dieser lange Bestand haben würde.
In seinen letzten Regierungsjahren liebäugelte Montgelas mit einer schnellen Wiederannäherung an Frankreich und erhoffte (vergeblich) Unterstützung für eine eigenständige bayerische Politik von Russland. Umgekehrt fürchtete er die Dominanz von Österreich und Preußen im Deutschen Bund. In den realitätsnäheren Aspekten des Deutschen Bundes überließ er bezeichnenderweise seinem Untergebenen Rechberg viele Entscheidungen. Als Rechberg Ende 1816 als Hochzeitsgesandter nach Wien zur Verheiratung der Tochter Max Josephs Prinzessin Karoline Charlotte Auguste mit Kaiser Franz I. (es war dessen vierte und letzte Ehe) abgeordnet wurde und der diplomatisch unerfahrene Verwaltungsbeamte Ignaz Freiherr von Gruben ihn in Frankfurt vertrat, offenbarte sich eine völlige Isolation Bayerns auf dem diplomatischen Parkett Deutschlands und Europas. In den letzten Wochen seiner Amtszeit bahnte sich jedoch eine außenpolitische Annäherung zwischen Montgelas und Metternich an, die zu einigen Zugeständnissen Metternichs an Bayern führte und die Grundlage der nachfolgend normalen Beziehungen zwischen beiden Staaten wurde. In diesen Monaten hatte die wachsende Zahl der Gegner Montgelas unter Führung des Kronprinzen Ludwig immer mehr gute Argumente an der Hand, den König von der Notwendigkeit einer Entlassung Montgelas’ zu überzeugen. Ende 1816 ging aus allen Einschätzungen in München akkreditierter Diplomaten hervor, dass Montgelas von allen Seiten angegriffen wurde und sich nur noch dank der Unterstützung Max Josephs in seinen Ämtern hielt.

### Finanzpolitik

#### Säkularisation, Mediatisierung
Die Einstellung, die Montgelas zur Säkularisation ab 1799 an den Tag legte, hatte wenig mit seinen skrupelhaften staatskirchenrechtlichen Darlegungen von 1789 im 118-seitigen Mémoire sur les droits des Ducs de Bavière en matière ecclésiastique gemein. Er spielte zwar bei den Vorgängen, die ab 1802 mit der Auflösung von Klöstern der Bettelorden in Bayern begannen, keine führende Rolle, doch weil er schon bald die entscheidende Figur im Kabinett Max Josephs wurde und zumal der Kurfürst wenig tat, ohne vorher seine Meinung eingeholt zu haben, nahm er darauf natürlich einen gewichtigen Einfluss.
Montgelas entschied, was dem Kurfürsten vorgelegt wurde und unterdrückte dabei mindestens einmal nachweislich kritische Gutachten aus den Ministerien in einer gemeinsamen Sitzung. Er stellte sich meistens auf die Seite der radikalen antiklerikalen Aufklärer, die die treibende Kraft zur Umsetzung waren. Er unterstützte dabei Zentner, zu dem er persönlich kein gutes Verhältnis hatte. Von Montgelas gibt es zu diesem Themenkomplex nur späte Äußerungen z. B. im Compte rendu, in denen er die Vorgänge grundsätzlich verteidigt, aber auch die mündlich überlieferte Behauptung, Zentner sei die eigentlich treibende Kraft gewesen. Allerdings hatte Zentner großen Anteil am Sturz Montgelas’ und diese späten Äußerungen dürften davon beeinflusst sein.
Bei der Reichsdeputation waren es die bayerischen Vertreter, die gemäß Montgelas’ Weisungen auf eine vollständige Aufhebung aller ständischen Klöster drängten und diese auch gegenüber Frankreich und Russland betrieben. Montgelas Haltung wurde ab 1799 fast völlig von der Lösung der aktuellen Finanzprobleme Bayerns beherrscht, dessen Haushalt nur etwa zur Hälfte durch Einnahmen gedeckt war. Andere Argumente für eine rasche Säkularisation wurden bei Bedarf eher vorgeschoben. Allerdings verfolgte er auch längerfristige politische Ziele damit wie die Zerschlagung der Stände (deren wichtigster der Prälatenstand gewesen war) oder die Befreiung der Bauern von der Grundherrschaft.
Mit der Ratifizierung durch Kaiser Franz II. trat der Reichsdeputationshauptschluss am 27. April 1803 in Kraft. Er räumte im §35 wie von Bayern angestrebt den deutschen Staaten das Recht auf Aufhebung auch der ständischen Klöster ein. Jedoch wurde nirgendwo als in Bayern und Württemberg von diesem Recht so ungestüm Gebrauch gemacht. Das negative Beispiel eines ähnlich überstürzten Vorgehens in Frankreich zu Beginn der französischen Revolution stand allen als warnendes Beispiel vor Augen. Tatsächlich begannen in Bayern die systematischen Vorbereitungen zur Aufhebung der ständischen Klöster bereits Anfang 1803, also noch vor Beschluss und Ratifizierung des Reichsdeputationshauptschlusses. Dabei hat Montgelas offenbar z. B. die Sicherstellung wertvoller Gemälde zugunsten von deren raschem Verkauf verhindert.
Die für die Durchführung der Säkularisation gebildete Kommission konnte 1805 aufgelöst werden. Schon damals zeigte sich, dass die Säkularisation dem Staat nur wenig zusätzliche Einnahmen beschert hatte, da er auch die Schulden der aufgehobenen Klöster übernehmen musste und für die Versorgung der Bevölkerung in den Bereichen zu sorgen hatte, die vorher den Klöstern als Arbeitgeber und in der Bildung oblagen. Die Gegnerschaft Kronprinz Ludwigs zu Montgelas (nicht nur) in der Frage der Säkularisation trug dazu bei, dass dessen Leistungen für Bayern zunächst eher verdunkelt dargestellt wurden und er lange Zeit als sehr umstrittene Gestalt der bayerischen Geschichte galt.

#### Finanzminister 1803–1806
Bereits 1799 wurde in einer Sondervereinbarung mit dem Herzogtum Neuburg erkennbar, wie Montgelas die Umsetzung seiner Reformpolitik anzugehen gedachte. Kern des Pfalzneuburgischen Deputationsabschieds über die Neuburgischen Landes- und Regierungsverhältnisse vom 5. Oktober 1799 war eine Besteuerung von Grundbesitz ohne Ausnahmen für jedermann sowie bestimmte Konsumsteuern unter Verzicht auf Gewerbesteuer und Kapitalsteuern. Festgesetzt wurden Regelungen zu Gunsten der Bauern wie das Einfrieren von Grundabgaben an die Grundherren sowie die Aufhebung des Zunftzwangs und die Erlaubnis des Grunderwerbs für Nichtkatholiken. Als Kompromiss mit der alten Landschaft erhielt Neuburg eine eigene Landesdirektion (Landesverwaltung), die zunächst von Mitgliedern der alten Stände geleitet wurde. Trotzdem erwies sich die Umsetzung als schwierig, weil beispielsweise ein funktionierendes Katasterwesen zur Erfassung von Grundbesitz anfänglich völlig fehlte und nur langsam aufgebaut werden konnte, aber auch wegen zunehmender Widerstände aus konservativen Kreisen der Stände.
Nach dem Tod Franz Karl von Hompeschs 1800 übernahm Montgelas die Oberaufsicht über das von dem greisen Morawitzky zusätzlich kommissarisch geleitete Finanzministerium. So hatte Montgelas bis ins Detail großen Einfluss darauf, dass nach der Übernahme eines hoch verschuldeten Staates ab etwa 1803 die Gehälter der Staatsbeamten pünktlich gezahlt werden konnten.
Bei der Umsetzung der Steuergerechtigkeit standen Montgelas naturgemäß Landschaftsverordnung und Landstände gegenüber, die er aber teilweise ebenso gegeneinander ausspielen konnte wie die verschiedenen Fraktionen untereinander. Während der Referendär Utzschneider anfangs die Steuergerechtigkeit gerade durch Einberufung eines Landtags zu befördern hoffte, verzögerte Montgelas sie von 1799 an wegen der Unberechenbarkeit einer solchen Versammlung energisch.

„‚Um der landschaftlichen Verordnung zu zeigen, daß Seine Kurfürstliche Durchlaucht die Versammlung der bayerischen Nation nicht fürchten, sondern derselben im Gegenteile bei eintretenden günstigen Umständen mit Vergnügen entgegen gehen werden‘, solle man unter Leitung des Gesamtministeriums eine Kommission von wenigen hierzu qualifizierten Räten oder Referendarien einsetzen, die zur Vorbereitung eines Landtags die nötigen Materialien studieren, die eventuellen Beratungsgegenstände eines Landtags erörtern und einen Entwurf für eine neue erklärte Landesfreiheit vorlegen sollen.“

Ende 1803 erreichte Montgelas mit Zustimmung der Landschaftsverordnung, dass die bis ins Mittelalter zurück reichenden Grundlagen für die Einberufung eines Landtags sorgfältig studiert werden sollten, wonach sich die Angelegenheit Jahre lang in historischen Erörterungen erschöpfte. Mit dem Bündniswechsel 1805 wurde die Landschaft zunehmend bedeutungslos, mit dem Ende des Heiligen Römischen Reiches 1806 und der Schaffung einer neuen Verfassung für Bayern erlosch die Landschaft. 1807 wurde beschlossen die Steuerprivilegien des Adels (den Montgelas als „Gewürm“ bezeichnet hatte) abzuschaffen.
1806 übernahm ein Sohn des früheren Finanzministers, Johann Wilhelm von Hompesch zu Bolheim das Ministerium, das er in enger Zusammenarbeit mit Montgelas leitete. Der Zusammenarbeit tat es auch keinen Abbruch, dass Hompesch mit Ernestine liiert war und im Palais Montgelas’ wohnte. Hompesch hat dieses Ministerium zu einem wirkungsvollen Instrument der Konsolidierung der Staatsfinanzen aufgebaut und sich gerade bei der Umsetzung der Details als sehr viel effektiver und konsequenter erwiesen als Montgelas, der mehr ein Mann der großen Konzeptionen als der Einzelheiten ihrer Ausführung war. Dass Bayern dennoch immer noch mehr Ausgaben als Einnahmen hatte, lag an den kriegerischen Zeiten und den Kosten der Gebietserweiterungen, die oft zunächst mit der Übernahme hoher Schulden verbunden waren und erst langsam auch Erträge einbrachten. 1807 wurden die Steuerprivilegien des Adels abgeschafft. In der Zeit nach 1811 wurde der Adel jedoch wieder steuerlich zunehmend bevorzugt.

#### Finanzminister 1809–1817
Nach dem Tod Johann Wilhelm von Hompeschs Ende 1809 übernahm Montgelas zum zweiten Mal nominell auch das Finanzministerium in Personalunion, das effektiv vom Referendär Johann Heinrich Schenk geleitet wurde, den man zu dessen Generaldirektor ernannte.
Montgelas schaffte es bis 1811 durch Zentralisierung der Finanzbehörden zu erreichen, dass die Erfassung der Finanzverhältnisse des Staates systematisiert und verlässlich wurde. Dennoch stand Bayern (wie in der gleichen Zeit Österreich) mehrfach knapp vor dem Staatsbankrott. Im Haushaltsjahr 1808/09 standen Einnahmen von 25,6 Mio. Gulden (abgekürzt fl.) Ausgaben von 37,5 Mio. fl. gegenüber und der bayerische Staat musste in der gesamten Regierungszeit Montgelas’ Schulden aufnehmen, was oft nur mühsam und unter Zuhilfenahme von Montgelas’ früheren Kontakten zu Bankiers gelang. In die Zeit Montgelas’ fällt der Übergang zur systematischen Finanzierung von Staatsschulden durch Banken statt durch begüterte Gläubiger. Die Abschaffung der als kreditwürdig angesehenen Landschaft 1807 verschärfte die Schuldenprobleme, denn der Staat galt zunächst als weniger kreditwürdig als seine Grundbesitzer. Es gelang unter Max Joseph auch nie, selbst in den späteren Friedenszeiten, die Ausgaben für das Militär auf das erforderliche Maß zu beschränken.
Staatseinnahmen beruhten nach den Reformen durch Montgelas auf der Grundsteuer, der Dominikalsteuer (Besteuerung grundherrlicher Einnahmen), einer Häusersteuer und der Gewerbesteuer. Dazu kam ein Familienschutzgeld für von anderen Steuern nicht erfasste Männer. Für die zuverlässige Bemessung der Grundsteuer wurden in Bayern ab 1814 die Kataster durch umfangreiche Vermessungsmaßnahmen auf eine zuverlässige Basis gestellt.
Vorübergehend beschäftigte Montgelas auch den 1801 wegen jakobinischer Aktivitäten entlassenen Utzschneider wieder im Finanzsektor, doch 1814 kam es zur erneuten Entlassung wegen schwerwiegender Differenzen der beiden Männer. Bei Interessenkonflikten zwischen Innen- und Finanzpolitik bevorzugte Montgelas meist die innenpolitischen Aspekte. Auch setzte er soziale Aspekte gegen seine Finanzadministration durch, wie dies verstärkt auch Max Joseph bei seinen Eingriffen gegen Vorschläge seiner Minister tat. Bis zu einem gewissen Grade dürften die Finanznöte Bayerns dazu beigetragen haben, dass ab 1809 manche geplante Reform nicht weitergeführt oder sogar in Teilen wieder rückgängig gemacht wurde.
In der Wirtschaftspolitik schaffte Bayern früh die Binnenzölle ab und setzte anfangs zur Förderung der Wirtschaft auf niedrige Einfuhrzölle, ging aber um 1810 französischem Vorbild folgend wieder zu höheren Schutzzöllen über. Allgemein hielt Montgelas’ Wirtschaftspolitik eine Mittelstellung zwischen Liberalismus (wie ihn Preußen in dieser Zeit einführte) und staatlichen Eingriffen, etwa bei manchen Preisen (darunter die der Grundnahrungsmittel) und Löhnen. Aber Privateigentum war für Montgelas unantastbar. Montgelas förderte auch die von ihm schon früh als wichtig eingestufte Salzgewinnung durch Erneuerung und Erweiterung der Soleleitungen und neue Salinen in Rosenheim und Reichenhall.
Für die Finanz- und Innenpolitik bedeutsam war, dass Montgelas die Behörden zwang, umfangreiche und ungeschönte Statistiken über ihre Wirkungsbereiche zu erheben. Es kam im gesamten Staatsgebiet 1809/10 und 1811/12 zu einer solchen Erhebung, deren Zweck es war Erfolge und Schwächen der durchgeführten Veränderungen erkennen zu können. Dabei wurden landesweit einheitliche Fragebögen verwendet, die finanzielle, wirtschaftliche, bevölkerungspolitische und gesundheitspolitische Fragen beinhalteten. Die mit der Erhebung beauftragten Generalkomissäre mussten auch Fragen beantworten, welche Maßnahmen sie z. B. hinsichtlich des Umgangs mit den Zünften für zweckdienlich hielten. Bereits 1804 hatte Bayern den Zunftzwang aufgehoben, die Gründung eines Gewerbebetriebs aber von einer staatlichen Konzession abhängig gemacht.
Nach dem Ende der napoleonischen Kriege befand Bayern sich immer noch in einer strukturellen Finanzkrise, bei der die Ausgaben die Einnahmen um mehrere Millionen Gulden überstiegen. Erst 1811 war eine Staatsschuldentilgungskommission eingerichtet worden, die immerhin einen lückenlosen Überblick über die Haushaltsdefizite ermöglichte. Als Wrede bei etwas über zwanzig Mio. fl. Einnahmen auch in der Friedenszeit Bayerns Militärausgaben von etwa sechs auf zehn Mio. fl. erhöhen wollte, bestand Montgelas auf Kürzung des Militäretats und geriet dadurch Mitte 1816 in scharfen Gegensatz zu Wrede, der mit Hilfe der Armee bayerische Großmachtpläne verfolgen wollte. Montgelas forderte die Unterstellung der Militärausgaben unter die Kontrolle des Finanzministeriums.
Eine vom russischen Gesandten Friedrich von der Pahlen als „betrügerischer Bankrott“ bezeichnete Verordnung vom 17. Juli 1816 entzog einigen Lotterieanleihen den hypothekarischen Schutz und führte durch den verursachten Kurssturz dieser Staatsanleihen zum Zusammenbruch mehrerer Banken, wobei zahlreiche Anleger Geld verloren. Während keine Papiere von Montgelas Hausbankier Seligmann-Eichthal betroffen waren, war der mit ihm verfeindete Bankier Simon Spiro mit den betroffenen Papieren für Armeelieferungen bezahlt worden und ging bankrott. Diese Affäre wurde rasch allgemein bekannt und brachte die öffentliche Meinung gegen Montgelas auf. Erst kurz nach Montgelas’ Entlassung wurde die Maßnahme unter dem neuen Finanzminister Freiherr von Lerchenfeld im Februar 1817 korrigiert.
Die Missernten des Jahres 1816 infolge der mehrjährigen globalen Abkühlung durch den Ausbruch des Vulkans Tambora 1815 führten zu einer weiteren Verminderung des Steuereinkommens und zu zusätzlichen Ausgaben zur Versorgung der notleidenden Bevölkerung. Während jedoch andere Staaten wie Preußen, Kurhessen und Württemberg schnell wirksame Maßnahmen ergriffen, wirkte das Vorgehen der bayerischen Administration unter Montgelas konfus: Die Mittelbehörden sollten Vorräte für Notlagen bereithalten, meldeten aber, dass es solche Vorräte nicht gebe; die Grundabgaben sollten in Getreide entrichtet werden, doch erbrachten die Ernten das dafür notwendige Getreide oft nicht. Mitte 1816 war der Getreidepreis zum Teil auf das Dreifache des Vorjahres gestiegen, was Montgelas als „Folge von Spekulation“ abtat; Ende 1816 kam es zu Unruhen in einigen westlichen Städten Bayerns. Im November 1816 wurden zwar die Ausfuhrzölle für Getreide drastisch erhöht (Bayern war inzwischen wieder zu seiner liberalen Zollpolitik vor dem Rheinbund zurückgekehrt), aber die Umsetzung des von Max Joseph Ende 1816 bewilligten Ankaufs von Getreide in Russland verzögerte Montgelas aus formalen Gründen. Seine Selbstrechtfertigungen im Compte rendu und den Denkwürdigkeiten lassen erkennen, dass er das reale Ausmaß der Krise auch später nicht erfasst hat.

### Innenpolitik

#### 1799–1806
Während der Anwesenheit französischer Truppen in Bayern von 1799 bis 1802 waren wie in ganz Süddeutschland Gruppen von wirtschaftlich einflussreichen Bürgern und Intellektuellen entstanden, die einen jakobinischen Umsturz und die Einführung einer süddeutschen Republik nach französischem Vorbild (Konsulat Napoleons ab Ende 1799) anstrebten. Sie verfassten anonyme republikanische Flugschriften und versuchten nach dem Einmarsch Moreaus in München 1800 vergeblich, dessen Unterstützung zu gewinnen. Max Joseph und Montgelas reagierten gelassen und bis auf die Ausweisung einiger Ausländer unter den Aktivisten geschah nicht nur nichts, sondern führende Köpfe, die sich auch später noch zu ihrem Jakobinertum bekannten, wurden ihren Fähigkeiten entsprechend in höheren Staatsstellungen eingesetzt, getreu Montgelas’ Prinzip der Toleranz in weltanschaulichen Fragen.
Nach dem Vorbild der kurpfälzischen Religionsdeklaration vom 9. Mai 1799 wurde auch in Bayern die religiöse Toleranz und die Parität der christlichen Konfessionen durch Edikte dekretiert und es wurden Gottesdienste, Niederlassungsfreiheit und Gleichberechtigung für Protestanten garantiert. Diese Regelungen trugen der Tatsache Rechnung, dass das seit den Zeiten von Wilhelm IV. ununterbrochen streng katholische Altbaiern durch pfälzischen Zuzug und seine Gebietszuwächse bis 1803 einen Anteil von Nichtkatholiken von etwa 25 % aufwies.
Zwischen 1802 und 1809 fanden Konkordatsverhandlungen mit der römisch-katholischen Kirche statt, mit denen Montgelas das Ziel verfolgte nach dem französischen Vorbild des Konkordats von 1801 den kirchlichen Einfluss auf den Staat zu beenden und die Rolle der römisch-katholischen Kirche im Staat nach der Einführung der konfessionellen Parität zu regeln. Im Einzelnen ging es dabei um Abgrenzung der weltlichen von der geistlichen Gerichtsbarkeit, die erzieherische Rolle der Pfarrer, hinsichtlich derer Seelsorger auch als Staatsbeamte angesehen wurden, Abschaffung des von Karl Theodor eingeführten Münchener Nuntius’, die Neudotation der Bischofsstühle nach der Säkularisation mit dem Recht der Bischofsernennung durch den Kurfürsten und die Neugliederung der Bistümer in Übereinstimmung mit den staatlichen Grenzen. Diese Verhandlungen scheiterten, weil die Kurie die religiöse Toleranz ablehnte und die Rücknahme kirchenpolitischer Maßnahmen Bayerns forderte. Papst Pius VII. drohte 1804 mit einer ‚Verdammungsbulle‘.
Nach der Selbständigkeit Bayerns 1806 erhob die Kurie weiterhin die für Montgelas unannehmbare Forderung nach Aufhebung aller dem kanonischen Recht widersprechenden Gesetze und Verordnungen und verhärtete ihre Haltung später weiter. Ab 1807 ergab sich eine neue Situation durch die Bestrebungen Napoleons eine Veränderung des Rheinbunds und dabei auch ein Konkordat für den ganzen Rheinbund zu erreichen. Nachdem diese Bestrebungen 1808 und 1809 durch den nächsten Koalitionskrieg gegenstandslos wurden, gab es erst ab 1814 neue Überlegungen zu einer Regelung der Verhältnisse von Staat und römisch-katholischer Kirche zu kommen, die erst nach Montgelas’ Sturz 1817 zu einem Konkordat führten, in dem die Parität der christlichen Konfessionen und die Rechte des Königs bei Bischofsernennungen geregelt wurden.
Montgelas schuf schon in seinen ersten Regierungsjahren mit dem Geheimen Hausarchiv, dem Geheimen Staatsarchiv und dem Geheimen Landesarchiv ein geordnetes Archivwesen, auf das er sich bei seiner Arbeit stützen konnte. Innenpolitische Reformen wurden von Montgelas verstärkt nach den Wirren der ersten Regierungsjahre ab 1804 in Angriff genommen. Zur Verwirklichung des Rohrbacher Hausvertrags von 1797 entstand zunächst 1804 die Domanial-Fideikommißpragmatik des Churhauses Pfalzbaiern (veröffentlicht 1805), in der das Staatsgebiet aus mehreren Fürstentümern mit dem kurfürstlichen Kammergut zu einer Einheit zusammengeschlossen wurde und der Fürst zum Organ dieses Staates eingesetzt wurde. Im Gegenzug musste fortan der Staat den Fürsten versorgen (Zivilliste). Implizit wurden damit auch die Anwartschaft des Adels auf Staatsämter und die Vergabe von Pflegämtern abgeschafft.
Die Staatsdienerpragmatik von 1805 regelte die Anstellung und Bezahlung von Beamten und Richtern und schaffte die Sporteln ab. Entlassungen erforderten fortan ein Gerichtsurteil. Die Voraussetzungen für den Eintritt in den Staatsdienst wurden auf Qualifikationen und Prüfungen gegründet. Als Folge eines sechsjährigen Volontariats blieb der Staatsdienst aber dennoch weitgehend den begüterten Schichten vorbehalten. In allen Diensträngen wurden Uniformen eingeführt.

#### Innenminister 1806–1817
Eine einheitliche Verfassung für Bayern war durch die großen Gebietszuwächse von 1806 (mit Ausnahme des preußischen Bayreuths und unter Verlust des 1803 mediatisierten Hochstifts Würzburg große Teile von Franken einschließlich Ansbachs, Schwaben vom Bodensee bis Ulm, Tirol und Vorarlberg) vordringlich, damit sich ein einheitliches Staatsbewusstsein etablieren konnte. Wie nötig Anstrengungen in dieser Richtung waren, zeigte der Misserfolg in Tirol, wo die regionalen Unterschiede und Antipathien nicht auf dem Niveau einer administrativ beherrschbaren Rivalität gehalten werden konnten und in den Tiroler Volksaufstand von 1809 mündeten.
Ziele der Konstitution von 1808 waren die Schaffung eines einheitlichen Staatsrechts – insbesondere nach der Abschaffung der Ständeverfassungen – die Verankerung der bereits erfolgten Reformen im gesamten Staatsgebiet, eine Verbesserung von Verwaltung und Finanzlage des Staates und nicht zuletzt die Schaffung bestehender Tatsachen gegen die immer noch mögliche Einführung eines französisch diktierten Rheinbundstatuts. Vorgesehen war auch eine Reichsversammlung aus Bürgern, die die höchste Grundsteuer zahlten, als Ersatz für die Landschaft, was einen teilweisen Fortbestand der Privilegierung des Adels zur Folge gehabt hätte, aber in der Regierungszeit Montgelas’ nicht umgesetzt wurde.
Inhalte der Konstitution waren zum einen das Festschreiben der bereits eingeleiteten Reformen der Verwaltung wie Gleichheit aller vor dem Gesetz, Gleichmäßigkeit der Besteuerung, gleicher Zugang aller zu öffentlichen Ämtern, zum anderen die grundsätzliche Beseitigung der Privilegien einzelner Stände, Familien Provinzen und Städte, die erst durch das Erlöschen des HRR 1806 rechtlich unbedenklich möglich gemacht wurden, die Garantie der Sicherheit und des Eigentums der Bürger, Regelungen zu einer geordneten Rechtspflege, Gewissensfreiheit und Gleichberechtigung der christlichen Konfessionen, eine eingeschränkte Pressefreiheit, die Einrichtung eines stehenden Volksheeres, von Bürgermilizen und einer Nationalgarde.
Einige in der Konstitution nur grundsätzlich angeschnittene Ziele wurden erst durch spätere Organische Edikte präzisiert. Die vorgesehene Einführung eines neuen Zivilrechts und die Einrichtung einer Landesvertretung aus begüterten Adeligen und Bürgern wurden unter der Regierung Montgelas’ nicht verwirklicht. Lediglich in Tirol wirkte sich Montgelas’ rigides Beharren auf Einführung eines einheitlichen Landesrechts nicht in der von ihm erhofften Weise staatstragend aus und es wirft ein bezeichnendes Licht auf Montgelas Auffassungen, dass er die pragmatische Möglichkeit einer differenzierten Behandlung der unterschiedlichen Landesteile selbst dort nie ernsthaft in Betracht gezogen hat – dies wurde ihm von französischer Seite und von Kronprinz Ludwig zum Vorwurf gemacht – und noch in seinem Compte rendu auf Belanglosigkeiten reduzierte:

„Man erlaubte einige Wallfahrten, einige Prozessionen und die Aufführung der religiösen Schauspiele. Die Gemeinden konnten einige Kirchen, an deren Erhaltung ihnen viel gelegen war, zurückkaufen und auf ihre Kosten unterhalten[...] Der günstige Einfluß dieses gemäßigteren Vorgehens wurde sehr schnell spürbar. Tirol wurde solide befriedet, und (auch) die anderen katholischen Provinzen unterwarfen sich nun lieber den vielfachen drückenden Belastungen von dem Augenblick an, wo man sie ihren Bräuchen zurück gab.“

Eine Regelung der Gemeindeverwaltungen war in den langfristigen Konzepten Montgelas’ nicht vorgesehen gewesen, erwies sich aber aufgrund der Vielzahl unterschiedlicher Regelungen in Altbaiern und den neu hinzugekommenen Gebieten (darunter die Reichsstädte Augsburg und Nürnberg) als unerlässlich. Aus den anfänglichen Bemühungen um Vereinheitlichung und Effektiv der Gemeindeverwaltungen bis 1804 entwickelte sich in einem organischen Edikt von 1808 ein zentralistischer Ansatz, in dem die Gemeindeverwaltungen als seine untersten Organe dem Staat unterstellt waren. Justiz, Verwaltung einschließlich der Polizei und der Gebrauch des Gemeindevermögens wurden darin systematisch getrennt. Die Regelungen erwiesen sich aber als verwaltungstechnisch undurchführbar, viel zu aufwendig und kostspielig. Schon bald gab es einen allgemeinen Konsens, dass dieses Edikt wieder aufgehoben und durch praktikablere Vorschriften ersetzt werden müsse. Von verschiedenen Gremien wurden Vorschläge erarbeitet, die eine stärkere kommunale Selbstverwaltung vorsahen.
Als einer der wenigen widersetzte sich Montgelas einer solchen grundlegenden Rücknahme des Edikts und Max Joseph folgte ihm darin. Montgelas scheute die politische Selbstverwaltung der Gemeinden und in einer Zeit, in der er und Max Joseph konservativer zu werden begannen wahrscheinlich auch die implizite Gewährung bürgerlicher und politischer Freiheiten. Indem unter seiner Regierung nur zögerlich etwas unternommen wurde, die himmelschreienden Missstände der zentralistischen Gemeindereform zu beseitigen, legte er einen der Grundsteine zu einer allgemeiner werdenden Unzufriedenheit mit seiner Regierung. Vereinzelte Anfeindungen und Neider hatte es natürlich immer gegeben, seit 1805 spielte Kronprinz Ludwig als entschiedener Gegner der Montgelasschen Politik eine zunehmend einflussreichere Rolle im Staat. Mit wichtigen Mitarbeitern wie Zentner, der wie Montgelas mehr Theoretiker als Praktiker war, sich aber im Gegensatz zu diesem auf die Verwaltung verstand, stand sich Montgelas immer schlecht, machte ihn aber dessen ungeachtet 1810 zum geschäftsführenden Generaldirektor seines Innenministeriums. Zentner war der führende Kopf der Neuordnung der Gemeindeselbstverwaltung, die nach Montgelas’ Sturz im Gemeindeedikt von 1818 verwirklicht wurde.
Mit dem Organischen Edikt über die Rechte der Grundherren vom 28. Juli 1808 wurde die Leibeigenschaft aufgehoben und auch die Scharwerke sollten allmählich zurückgenommen werden, was vorher den Grundherren auf freiwilliger Basis bereits empfohlen worden war, doch kam eine geplante Durchführungsverordnung unter Montgelas nicht zustande. Die Ablösung der Grundherrschaft zählte zunächst nicht zu den Zielen von Montgelas seit dem Ansbacher Memoire, wurde von ihm aber im Zusammenhang mit der Säkularisation erwogen. Die mit der Erarbeitung des Edikts beauftragte Organisationskommission hatte die Ablösung des Grundeigentums ohne Zustimmung des Grundherren ermöglichen wollen. Montgelas und sein König bestanden darauf, dass sie auf beiderseitiger Übereinkunft beruhen müsse, wofür nachvollziehbare praktische Gründe geltend gemacht wurden (die ungünstigen Folgen der dekretierten und rücksichtslos durchgeführten Säkularisation standen noch deutlich vor Augen). Es kam lediglich zu einer Verbesserung der Rechtssicherheit der Grundholden.
Unter seiner Führung wurde auf Vorschläge des Mediziners Simon von Haeberl wurde das Gesundheitssystem grundlegend reformiert und unter anderen Maßnahmen auch die gesetzliche Pockenimpfung in Bayern eingeführt.
Die Verbesserung der Qualität und Quantität der landwirtschaftlichen Produktion wurde mit unterschiedlichsten Maßnahmen gefördert. So setzte die Regierung unter Montgelas durch Güterzertrümmerung und die Teilung der Gemeindegründe auf die vermehrte Schaffung von selbstständigen Klein- und Mittelbetrieben. Dieser Kurs wurde bald zugunsten lebensfähigerer Mittel- und Großbetriebe korrigiert. Vor allem aber wurden neue Bewirtschaftungsformen wie die Fruchtwechselwirtschaft und die Abschaffung der Dreifelderwirtschaft propagiert, was tatsächlich zu sinkenden Getreidepreisen führte. 1790 wurde die erste Veterinärschule, 1803 die Forst- und Landwirtschaftsschule Weihenstephan gegründet.
Adel musste nach 1808 durch eine königliche Konzession bestätigt werden. Der Fideikommiss sollte gänzlich abgeschafft werden, wurde aber wegen drastischer Folgen für manchen Familienbesitz bald wieder von Montgelas im Widerspruch zum Justizminister Heinrich Alois von Reigersberg für Großverdiener durch Majorate ersetzt. Reigersberg widersprach im Verbund mit Zentner auch heftig anderen Wiederherstellungen adliger Rechte im Majoratsedikt von 1811, wie der Wiederherstellung der Zivilgerichtsbarkeit und der Patrimonialgerichtsbarkeit durch Majoratsgutbesitzer oder der Edelmannsfreiheit. Vordergründig wurden dafür Finanzgründe ins Feld geführt – es gebe weniger Einnahmen als Ausgaben – aber Max Joseph und Montgelas kamen entgegen ihrem eingangs eingeschlagenen Kurs zunehmend zu der Überzeugung, dass der Adel für den Staat bedeutsam sei, und wurden in dieser Zeit systematisch adelsfreundlicher. Damit gaben sie im Wesentlichen der sich verstärkenden Adelsopposition nach.
Montgelas hatte als einziges bayerisches Ministerium seiner Zeit nie das Justizministerium inne, weswegen er nur in den grundsätzlichen Fragen auf Grund seiner dominanten Stellung bei Max Joseph Einfluss nahm. Schon bald nach Regierungsantritt Max Josephs wurden Richter fest besoldet und die Gnadenpflegen abgeschafft. Im Organischen Edikt über die Gerichtsverfassung vom 24. Juli 1808 wurden die Unabsetzbarkeit der Richter und die Trennung zwischen Justiz und Verwaltung festgelegt – letztere aber nicht für die Landgerichte, die damit weiterhin auch Funktionen innehatten, die heute ein Landratsamt wahrnimmt. Ferner wurde die rückwirkende Anwendung von Gesetzen verboten. An der Spitze des Instanzenzuges entstanden das Oberappellationsgericht in München und in den Kreisen Appellationsgerichte. Der Fiskus (gegen Montgelas Widerstand) und der König wurden in Privatstreitigkeiten der ordentlichen Gerichtsbarkeit unterstellt. Ausbildung, Qualifikation und Besoldung der Richter wurden geregelt. Auch unvermögende Mandanten mussten von Anwälten angenommen werden.
Im alten bayerischen Strafrecht gab es noch Folter, Hexenprozesse und Strafen wie Rädern und das Zwicken mit glühenden Zangen. Auch für kleine Diebstähle konnte die Todesstrafe verhängt werden. Der geheime Staatsrat hat sich öfter mit Gnadengesuchen in solchen Fällen befasst, wobei Max Joseph von seinem Begnadigungsrecht eher selten Gebrauch machte. Die Folter wurde auf Betreiben Joseph von Stichaners abgeschafft, jedoch nur zögerlich und endgültig erst durch eine Verordnung am 4. Juli 1806. Die Arbeit an einem neuen Strafrecht begann 1800 mit dem Auftrag an den Würzburger Rechtsprofessor A.G.K. Kleinschrod zur Ausarbeitung eines neuen Gesetzbuchs, dessen Entwurf 1802 vorlag und der Öffentlichkeit zur Begutachtung vorgelegt wurde – ein damals noch sehr neuartiges Vorgehen. Weil er auf Ablehnung stieß, wurde 1804 ein neuer Auftrag an Paul Johann Anselm von Feuerbach erteilt, der 1804 Professor in Landshut und 1805 Referendär im Justizministerium geworden war. Daraus entstand 1813 nach langer Diskussion ein neues bayerisches Strafrecht. Wie sehr Montgelas nicht nur faktisch die Führung der Regierungsgeschäfte in der Hand hatte, sondern auch Wert darauf legte, dass nichts Wesentliches ohne seine Zustimmung beschlossen wurde, zeigt ein Einspruch dagegen, dass der Justizminister Morawitzky den feuerbachschen Entwurf zum Strafrecht 1808 direkt der Staatskonferenz vorlegte und nicht vorher Montgelas einbezogen hatte.
Ein neues Zivilrecht, wiewohl in der Konstitution von 1808 vorgesehen, kam in Bayern nicht zustande bis 1900 das BGB eingeführt wurde. Es gab unter Montgelas zwar mehrere Anläufe, die sich vom alten, aber nur in Altbaiern geltenden, Codex Maximilianeus Bavaricus Civilis bis hin zum Code Napoléon ableiteten, doch verhinderte vor allem der Adel eine Einigung auf ein modernes bürgerliches Recht. Montgelas wandte sich gegen die starke Orientierung am Code Napoléon – besonders nachdem er seit etwa 1810 Napoleons Stern im Sinken sah – die Feuerbach zunächst verfochten hatte und verlangte die stärkere Berücksichtigung historischer bayerischer Besonderheiten. Eine Rolle spielte auch, dass Montgelas mit dem selbstsicheren aber unflexiblen Feuerbach schlecht auskam und ihn in seinen späten Regierungsjahren auf unbedeutende Posten abschob.
Die Notwendigkeit einer rechtlichen Sicherung der Juden hatte Montgelas bereits in einer Fragment gebliebenen Darstellung der bayerischen Kirchen- und Staatsverfassung ab etwa 1783 festgestellt, die eine Vorarbeit zum oben abgehandelten Memoire sur le droits des Ducs de Bavière en matière ecclésiastique ist. Die Darstellung ist von dem Buch des ihm später persönlich bekannten preußischen Beamten Christian Wilhelm Dohm Über die bürgerliche Verbesserung der Juden von 1781 beeinflusst. 1804 wurde die 1802 eingeführte allgemeine Schulpflicht auf Juden ausgedehnt. Erst am 10. Juni 1813 regelte ein Edikt über die bürgerlichen Rechtsverhältnisse der Juden in Bayern jedoch humanitäre, wirtschaftliche und gesellschaftliche Aspekte der Stellung der Juden. Dabei trat der ursprüngliche aufklärerische freie Elan merklich hinter illiberale Forderungen zurück, die vornehmlich von Protesten wie etwa aus dem Magistrat der Stadt München beeinflusst wurden und denen König Max Joseph sich gewöhnlich anschloss. So gewährte das Edikt zwar Gewerbefreiheit, das Recht auf Grundbesitz und Religionsfreiheit, doch unterwarf der Staat sie Kontrollen, die darauf abzielten, die Anzahl der Juden in Bayern nicht anwachsen zu lassen. In der Praxis wurden wohlhabende Juden von dieser Matrikelregelung ausgenommen.
Dem Zeitgeist folgend hielt Montgelas die Juden für eine Nation, die man zu nützlichen Staatsbürgern erst erziehen müsse, was ihn nicht hinderte, sich für einzelne Juden einzusetzen und zu Bankiers wie Aron Elias Seligmann langjährige beste Beziehungen zu pflegen. War Bayern in manchen Reformaspekten Vorreiter so hinkte es in der Judenfrage noch lange hinter der Entwicklung in anderen deutschen Staaten hinterher. Konkurrenzneid gegenüber Juden führte in Bayern immer wieder zu gehässigen Agitationen, die sich teilweise auch gegen Montgelas richteten. Mit dem Reformerlass vom 10. Juni 1813 erhielten Juden staatsbürgerliche Rechte.
Universitäten und Schulen, bis dahin auf kirchliche Initiative hin gegründet und betrieben, wurden nun grundlegend reformiert. Die Allgemeine Schulpflicht wurde am 23. Dezember 1802 für Bayern zwingend eingeführt. Kinder zwischen dem sechsten und dem zwölften Lebensjahr hatten fortan diese Elementarschule zu besuchen. Die Eltern mussten für jedes schulpflichtige Kind Schulgeld zahlen, der Schulbesuch der Kinder wurde überwacht. Der erfolgreiche Abschluss der Schulzeit war Voraussetzung für die Aufnahme in eine Handwerkslehre, für die Übernahme des elterlichen Bauernhofes und auch für den Erhalt einer Heiratserlaubnis.
Ab 1803 wurde die Ausbildung der Trivial- und Gymnasialschullehrer als eigenständige Berufsstände geregelt. 1809 erfolgte die Einführung einer staatlichen Prüfungsordnung für Gymnasiallehrer. Sie war die erste in Deutschland. Schulen wurden Richtlinien erteilt, wobei der Versuch den humanistischen Fächern Mathematik, Naturwissenschaften, deutsche Literatur, moderne Sprachen, Geschichte und Geografie gleichwertig beizugesellen zunächst keinen nachhaltigen Erfolg hatte.
Für die Aus- und Weiterbildung von Lehrlingen und Gesellen wurde 1793 die Feiertagsschule München mit Unterstützung Montgelas' gegründet. Sie ist der Vorläufer der Berufsschulen in Deutschland.
1823 erfolgte die Gründung der Königlichen Baugewerksschule in München. Diese bot begabten Bauhandwerkern und Parlieren die Möglichkeit, sich zu Baumeistern fortzubilden. Somit war die Möglichkeit der staatlichen Einlußnahme auf das Bauwesen in Bayern gegeben.
An die von Ingolstadt nach Landshut verlegte Universität wurden auf Betreiben von Max Joseph, Montgelas und Zentner bekannte Wissenschaftler berufen und untüchtige Professoren aus ihr entlassen. Von den durch die Gebietszuwächse zu Bayern gelangten Universitäten blieben nur Würzburg und Erlangen erhalten. Montgelas hat eine einzige Landesuniversität in München zum Zweck der Ausbildung zukünftiger Staatsdiener angestrebt und dies auch durch fiskalische Beschränkungen der anderen Universitäten verfolgt, konnte dies aber vor allem gegen politische Erwägungen nicht durchsetzen.
Eine Umgestaltung der Bayerischen Akademie der Wissenschaften mit einem Edikt vom 1. Mai 1807 bewährte sich nicht. Der Akademie wurden viele Institutionen und Staatssammlungen unterstellt und es wurden hauptamtliche Akademiemitglieder bestellt, die unabhängig von Universitäten Forschungen betreiben sollten. Die hauptamtlichen Akademiemitglieder machten jedoch mehr durch Grabenkämpfe als durch wissenschaftliche Exzellenz auf sich aufmerksam. In dem öffentlich mit diffamierenden Flugschriften vor allem zwischen Anhängern von Johann Christoph von Aretin und Friedrich Heinrich Jacobi zwischen 1809 und 1812 ausgetragenen Gelehrtenstreit verhielt Montgelas sich insgesamt neutral, obwohl beide Seiten an ihn appellierten.
In der seit 1794 französisch besetzt gewesenen Pfalz beließ Montgelas es 1816 bei den von Frankreich eingeführten Verwaltungs- und Rechtsstrukturen einschließlich des Code Napoléon. Die bayerische Konstitution von 1808 war als Ersatz der Ständeverfassung und zur Abwehr weiter gehender Regelungen durch den Rheinbund geschaffen, in Teilen (kommunale Selbstverwaltung, Volksvertretung, Zivilgesetzgebung) aber nicht verwirklicht worden. Ab 1814 bewirkte die Bildung des Deutschen Bundes erneut eine vergleichbare Lage und Montgelas initiierte am 14. September 1814 die Gründung eines Ausschusses unter Justizminister Graf Reigersberg mit der Zielsetzung

„[…]daß man sich den Wünschen der Zeit, der Gebildeten wie des Volkes, nicht verschließen dürfe, daß eine Verfassung die Souveränität und Kreditfähigkeit des Staates und das Staatsbewußtsein seiner Mitglieder stärken, daß Bayern hierdurch auch Eingriffsmöglichkeiten einer etwaigen Bundesgewalt zuvorkommen könne.“

Neben ähnlichen Plänen des Kronprinzen Ludwig spielte auch die auf dem Wiener Kongress vorübergehend aufgekommene Forderung der Wiedereinführung mediatisierter Fürsten eine Rolle, die durch deren Aufnahme in eine Erste Kammer abgewehrt werden sollte. Der Ausschuss diskutierte die Verfassungsfrage viel allgemeiner als von Montgelas vorgesehen im Sinne einer Repräsentativverfassung (z. B. mit Wahlrecht für die Grundholden statt nur die Grundherren) und Montgelas veranlasste am 10. Dezember 1814 eine scharfe Kritik Max Josephs daran, dass über seine Vorgabe hinausgehende Diskussionen geführt wurden. Der Abschlussbericht des Ausschusses vom 14. Februar 1815 führte aber neben der Mehrheitsmeinung, die Montgelas Vorgaben entsprachen, auch zahlreichen Minderheitsvoten auf, denen sich meistens auch Reigersberg angeschlossen hatte. Auch Kronprinz Ludwig, dem der Bericht von seinem Vater vorgelegt wurde, schloss sich Reigersberg und den Minderheitenvoten an, so dass ein engerer Ausschuss zur Überarbeitung des Verfassungsentwurfes eingesetzt wurde, der von Montgelas aber behindert wurde und nur zweimal 1815 zusammen trat. In einem Brief Johann Christoph von Aretins an seinen Bruder Adam vom 26. September 1816 beschreibt er eine Äußerung Montgelas’ über liberales Gedankengut:

„Sie haben mir eine Schrift mit sehr freien Gedanken zugeschickt. Sie haben sicher recht, dass einmal die Ideen einer Repräsentativverfassung über die alten Stände siegen werden. Aber mir ist es für Bayern noch zu früh, um diese Ideen ohne Einschränkungen bei uns einzuführen.“

Julie von Zerzog schildert Äußerungen von Montgelas zur Verfassung von 1818 im Vorwort zu einer Ausgabe von Briefen Montgelas’ wie folgt:

„Ich hätte Provinzialstände zusammengerufen und sie über die Verfassung beraten lassen. – Dann wäre diese aus dem Volke hervorgegangen… Erst wenn durch Provinzialversammlungen einige politische Bildung erzeugt war, die ich für notwendig halte und die nicht da war, hätte ich die Verfassung ins Leben gerufen, die aus ihren Beratungen hervorgegangen wäre.“

Diplomatische Beobachter in München berichteten ab 1814 von zunehmendem Widerstand gegen Montgelas, glaubten aber meistens, dass Max Joseph ihn wie bisher weiter gegen alle Anfeindungen schützen werde. Am Morgen des 2. Februar 1817 nach dessen Rückkehr aus Wien, wo er seine Tochter nach ihrer Heirat mit Franz I. besucht hatte, gelang es Wrede überfallartig bei Max Joseph in einer gut durchkalkulierten, gehäuften Anklage gegen Montgelas, unterstützt von einem Brief des Kronprinzen Ludwig und einem Bericht der rechten Hand Montgelas’ im Außenministerium, Legationsrat Ringel, Max Joseph zur Ernennung neuer Minister an Montgelas Stelle zu überreden. Als Vorwand diente eine Erkrankung Montgelas’ seit Mitte Dezember 1816, als deren Folge Ringel bestätigte, dass Montgelas seinen Verpflichtungen nicht mehr nachkomme. Formal nahm Max Joseph ein erfundenes Entlastungsgesuch Montgelas' wegen schlechter Gesundheit an, ohne dass er diesen vorher wie für elf Uhr geplant in Bogenhausen besucht und angehört hätte. Die treibende Kraft war der bei dem geglückten Komplott geschickt im Hintergrund gebliebene Kronprinz Ludwig, den Max Joseph unmittelbar nach der Unterzeichnung der Entlassung Montgelas’ besuchte. Wichtige Hilfestellung in der Vorbereitung leistete auch Zentner. Nachfolger Montgelas' wurden Rechberg als Außenminister, Lerchenfeld als Finanzminister und Thürheim als Innenminister, wobei die beiden letztgenannten nicht die Wunschkandidaten Ludwigs waren, sondern von Max Joseph bestimmt wurden.

## Lebensabend
Montgelas scheint von seiner Entlassung überrascht worden zu sein, nahm sie aber mit Würde hin, und als statt Max Joseph nur dessen Entlassungsschreiben bei ihm eintraf, entwarf er zwar einen bestürzten Brief als Antwort, sendete ihn aber nicht ab. Er verkehrte bereits kurz darauf wieder mit Max Joseph und Ludwig, scheint aber unter dem Eindruck der Gegnerschaft des Kronprinzen auf Versuche verzichtet zu haben, den König zu einer Revision seiner Entscheidung zu veranlassen, die Max Joseph selber bald bedauerte. Es gab jedoch mehrere Anläufe, Montgelas als Gesandten Bayerns nach Florenz, Neapel und Rom oder nach Paris zu entsenden, wobei ersteres von ihm nach dem Tod von Ernestine nicht weiter verfolgt wurde, letzteres von Montgelas letztlich abgelehnt wurde, weil ihm die neue politische Lage den Posten in Frankreich nicht attraktiv erscheinen ließ, auch wenn er grundsätzlich weiter bereit war, Max Joseph Dienste zu leisten.
Montgelas wurde nach der Einführung der Verfassung von 1818 zum Mitglied der Kammer der Reichsräte ernannt und spielte dort eine einflussreiche Rolle. Er beriet den Kronprinzen Ludwig und unterstützte ihn später als König oft bei Verhandlungen. 1827 wurde er von Ludwig zum Zweiten Präsidenten der Kammer ernannt: „Als Reichsrat, nicht als Minister, ist er mir angenehm.“ Von 1829 bis 1833 war Montgelas Vorsitzender des Landrats des Regenkreises (ein damaliger Regierungsbezirk rund um Regensburg, der Teile der Oberpfalz und Niederbayerns umfasste, wo Montgelas in Zaitzkofen und Laberweinting begütert war).
Ernestine war in ihren letzten Lebensjahren an Tuberkulose erkrankt und ab 1819 bei einem Arzt in Pisa in Behandlung. Sie starb am 17. Juni 1820. Montgelas verfiel zunächst nach Berichten seiner Umwelt in Depressionen. Er kümmerte sich bereits seit der Erkrankung seiner Frau intensiv um seine acht Kinder, wobei eine Aufstellung über die Erziehung von Anfang 1825 für eine neu einzustellende Erzieherin einmal mehr sein systematisches theoretisches Naturell dokumentiert. Darin behandelt er z. B. soziale Fragen, Hygiene, Unterricht, Sport, Religion und Kunst und zitiert Johann Heinrich Pestalozzi und François Fénelon.
Außer den bereits erwähnten verfasste Montgelas weiterhin Denkschriften für Max Joseph und den Reichsrat, etwa mehrere zum Konkordat von 1817. Er unternahm Reisen in die Schweiz, wo einige seiner Kinder erzogen wurden, nach Oberitalien, England und Frankreich. Er blieb auch wirtschaftlich aktiv, wie seine Verkäufe und Neuerwerbungen von Gütern zeigen. Um 1835 übergab er die Verwaltung seiner Güter seinem ältesten Sohn Maximilian. Aus der Zeit ab 1826 sind zahlreiche Briefe an Julie von Zerzog erhalten, in denen er seine Meinung zu allem darlegt, das ihn beschäftigte, darunter Kritik an der Politik unter Ludwig I. und zunehmend religiöse Fragen. In diesen letzten Lebensjahren wurde seine ohnehin schwer lesbare Schrift etwas zittrig.

## Wertung

### Zeitgenossen
Der französische Gesandte in München, Graf Montezan, empfiehlt Montgelas 1786 an Johann Christian von Hofenfels:

„Sein Herz ist der Begeisterung fähig, sein Gesichtskreis ist weit, sein Urteil besonnen. Er liebt mit Hingebung sein Land und sein Herrscherhaus. […] Er kennt das Land (Bayern) und seine Bewohner, ist voll guten Willens und würde nur darauf bedacht sein, sich verdient zu machen, aber nicht zu verdienen. Das Bewußtsein, zum Erben oder vielleicht zum Erneuerer Bayerns zu gehören, wäre für ihn der höchste Lohn.“

Von seiner scharfzüngigen Frau Ernestine ist das Bonmot überliefert:

„Als Außenminister könnte man keinen besseren haben, als Innenminister ist er passable, als Finanzminister verdient er gehenkt zu werden.“

Karl Heinrich von Lang beschreibt 1842 in seinen Memoiren Montgelas, den er 1811 als Direktor des Reichsarchivs und des Reichsholdenamtes kennen gelernt hatte:

„Wirklich hätte auch das Glück dem König nicht leicht einen verständigeren und ergebeneren Diener zuführen können. Er war ein Mann, wie ich mir einen Mazarin oder Richelieu denke. Seinen Plänen, seinen Unterhandlungen, seinem richtigen Ergreifen des Augenblicks hat Baiern seine Erhebung zu einer größeren selbstständigen Macht und selbst den äußerlichen Schmuck einer königlichen Krone zu verdanken… Seine Bildung und sein ganzes Äußere waren altfranzösisch.“

Im Vorfeld des Vertrags von Ried urteilt der französische Gesandte in München, Mercy-Argenteau:

„Ich kann in dieser extremen Reserve auf seiner Seite nur die Ängstlichkeit eines Mannes sehen, der fürchtet, seine Stellung zu kompromittieren, wenn er sich eindeutig für eine Partei erklärt.“

Montgelas wurde häufig von seinen Gegnern als arbeitsscheu und vergnügungssüchtig beschrieben, so Anfang 1817 auch vom preußischen Gesandten Johann Emanuel von Küster, der dann jedoch einräumt:

„Aber ein Mann wie er arbeitet in fünf Stunden mehr als andere in der dreifachen Zeit, und das Geheimniß liegt in dem Übergewicht des Geistes. Der Graf Montgelas ist einer der glücklichst organisirten Köpfe, von ganz vorzüglichem Scharfsinn, großer Besonnenheit und Ideenklarheit oder wenigstens von philosophischem Talent, sich alle Vorkommenheiten zu generalisiren, dabei von festem Gedächtniß, lebhafter Combinationsgabe, Witz, Einbildungskraft, Schlauheit und Vorsicht, von einer sehr glücklichen Darstellungsgabe und von einer Seelenruhe oder einem Gleichmuth der (vielleicht auch um so mehr als die Zukunft des Grafen durch ein großes Vermögen gesichert ist), nicht mehr durch Lob und Tadel, Hoffnungen und Befürchtungen irgend erschüttert werden kann…“

### Nachgeborene
Im Urteil der Nachwelt überwogen im 19. Jahrhundert von einigen regierungskritischen Stimmen abgesehen, die Bayern wieder einen Minister wie Montgelas wünschten, die abwertenden Meinungen. Katholische Kreise verübelten ihm die Durchführung der Säkularisation, für die Liberalen war er in seiner zweiten Regierungshälfte zu konservativ gewesen und für deutsch-national Gesinnte zu frankreichfreundlich und zu sehr auf ein starkes, eigenständiges Bayern bedacht.
Erst gegen Ende des 19. Jahrhunderts setzte eine umfassendere historische Auseinandersetzung mit Montgelas ein, die zunehmend auch die reichhaltige Quellenlage objektiv einbezog. So plante 1895 Richard Du Moulin-Eckart eine zwanzigbändige Darstellung über Bayern unter dem Ministerium Montgelas, 1799–1817, die jedoch nicht über den ersten Band hinaus gedieh. Michael Doeberl veröffentlichte 1982 im zweiten Band seiner Entwicklungsgeschichte Bayerns eine erste Gesamtdarstellung der Regierung Montgelas'. Umfangreiche Untersuchungen von Teilbereichen der Regierungszeit Montgelas' wurden von Hans Karl von Zwehl 1937, Fritz Zimmermann 1940 und von Marcel Dunan 1942, vorgelegt.
Hans-Ulrich Wehler bewertet Montgelas 1987 im ersten Band seiner Gesellschaftsgeschichte als den innenpolitisch erfolgreichsten deutschen Politiker des frühen 19. Jahrhunderts.
Eberhard Weis zeichnet Montgelas als einen sehr detailbesessenen Politiker, der oft wegen Skrupeln in Kleinigkeiten eine völlig klare Linie im Großen vermissen ließ. Dennoch sieht er in ihm den „Architekten des modernen bayerischen Staates“. Er betont auch die Risikoscheu Montgelas’. Dem stellt er gegenüber, dass Montgelas die meisten seiner hoch gesteckten politischen Ziele letztlich erreicht hat:

„[…]trotz mehrfacher lebensgefährlicher Situationen, nimmt nun der bayerische Staat seine von Montgelas entworfene und verwirklichte äußere und innere moderne Gestalt an, macht er eine Epoche stürmischer Reformen durch, von denen manche überstürzt und revisionsbedürftig, die meisten jedoch von bleibendem Wert sind. Eine der wichtigsten Fähigkeiten des Staatsmannes besitzt Montgelas in hohem Maße: Die Tendenzen seiner Zeit zu erkennen, die in der Gegenwart liegenden Möglichkeiten und Gefahren richtig einzuschätzen, die Entwicklung vorsichtig abwartend zu beobachten und dann im richtigen Moment – Montgelas tut es oft erst in der letzten Sekunde des richtigen Moments – entschlossen zu handeln. Das sichere jeweilige Erkennen der Gunst der Stunde in der Außenpolitik ermöglicht dem Minister nicht nur die Rettung und Vergrößerung des ihm anvertrauten Staates, sondern auch sein wahrhaft revolutionäres inneres Aufbauwerk[…]“

## Sonstiges

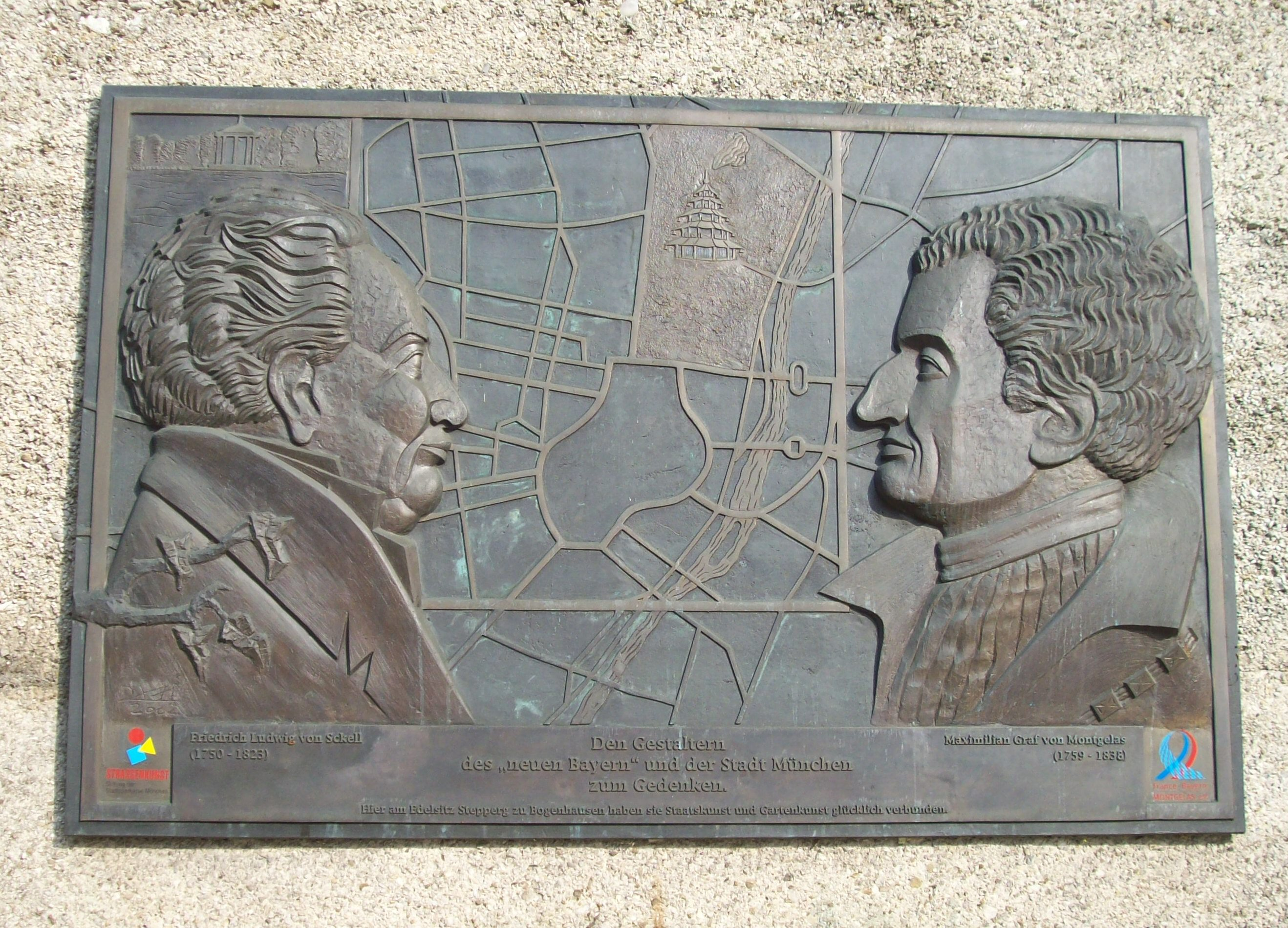
München-Bogenhausen: Gedenktafel für Friedrich Ludwig Sckell und Montgelas (Peter Weidl, 2002)

Nach ihm wurde das gleichnamige Maximilian-von-Montgelas-Gymnasium in Vilsbiburg/Landkreis Landshut benannt.